# Parque de la Ciudadela
El parque de la Ciudadela (en catalán parc de la Ciutadella) se encuentra en el distrito de Ciutat Vella, en Barcelona (España). Durante muchos años fue el único parque público de la Ciudad Condal. Fue trazado en los antiguos terrenos de la fortaleza de la Ciudadela —de ahí su nombre—, a imagen y semejanza de los jardines de Luxemburgo de París. Fue diseñado por Josep Fontserè e inaugurado en 1881. Pocos años después, en 1888, acogió la Exposición Universal de Barcelona.
Está situado en el barrio de La Ribera, en el triángulo comprendido entre la estación de Francia, el Arco de Triunfo y la Villa Olímpica. Está delimitado por cuatro vías principales: el paseo de Pujades, el paseo de Picasso, el paseo de Circunvalación y la calle de Wellington. Dispone de diez accesos y tiene una extensión de 17,42 hectáreas (31 con el Zoológico de Barcelona). Es el parque urbano más grande de Barcelona después del de Montjuic.
En el parque se encuentra el antiguo Arsenal de la Ciudadela, actual sede del Parlamento de Cataluña, además de diversos edificios: dos antiguos museos que forman parte del Museo de Ciencias Naturales de Barcelona (en curso de reafectación), una iglesia y un colegio (IES Verdaguer), además del Umbráculo y el Invernáculo, dedicados a la conservación de especies botánicas. También alberga el Zoológico de Barcelona. En su terreno se halla una extensa colección de arte público que lo convierte en un museo de esculturas al aire libre.
En 1951 el parque fue declarado monumento histórico-artístico y figura en el registro de Bienes Culturales de Interés Nacional del patrimonio catalán y en el registro de Bienes de Interés Cultural del patrimonio español, con el código RI-52-0000030.

## Historia

### Orígenes

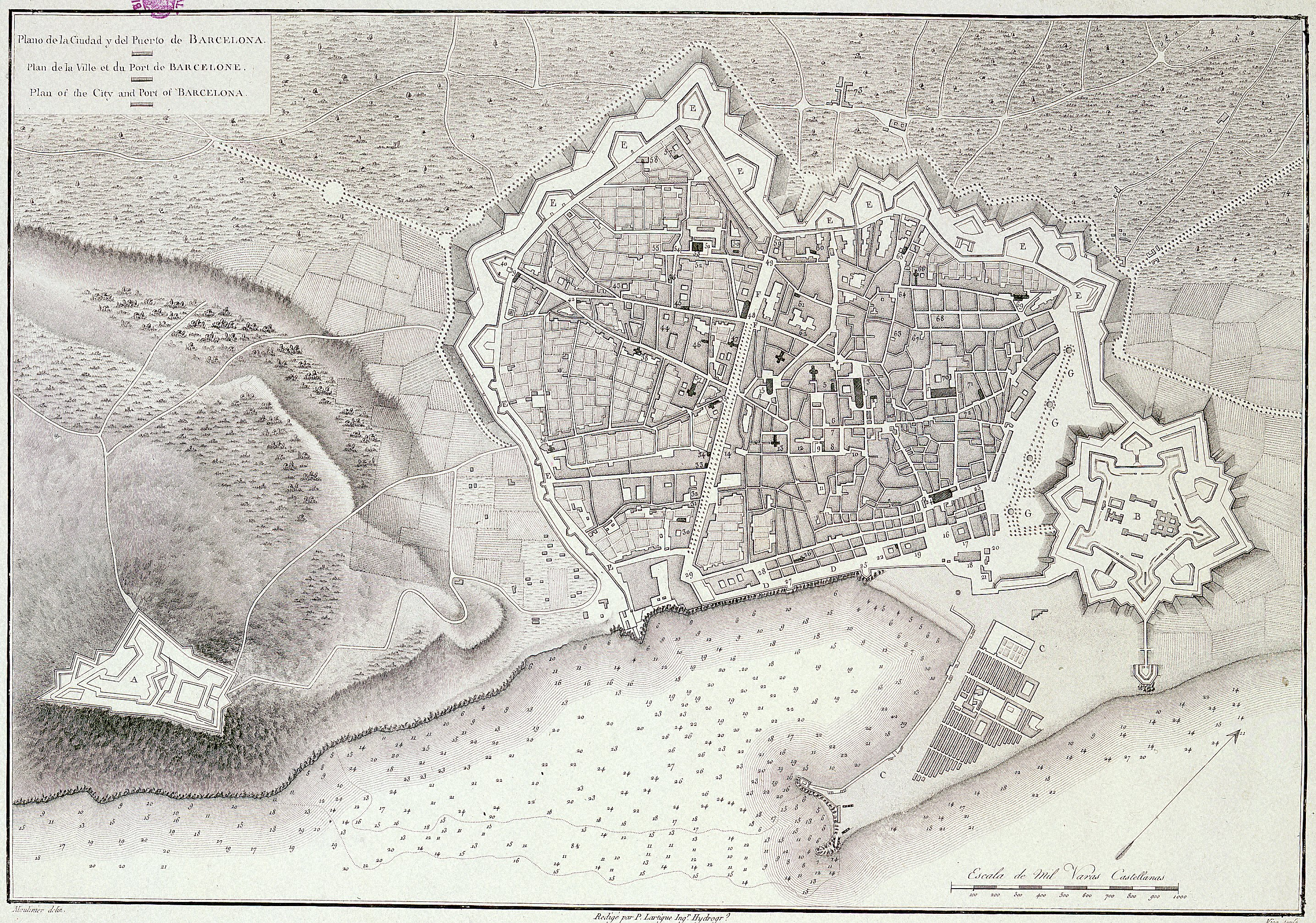
Plano de Barcelona con la Ciudadela integrada dentro de las murallas (1806)

El solar en el que se emplaza el parque de la Ciudadela se encuentra en el barrio de La Ribera, en la parte oriental del llano aluvial del río Besós. En época medieval estaba situado a extramuros de la ciudad. Era un barrio de pescadores y marineros, cuyas principales construcciones eran la iglesia de Santa María del Mar y los conventos de San Agustín y Santa Clara.
En 1700, la muerte sin descendencia del rey Carlos II provocó un conflicto sucesorio que dio origen a la guerra de Sucesión, donde intervinieron las principales potencias europeas: Francia, en defensa del pretendiente Felipe de Borbón —futuro Felipe V— y el Sacro Imperio Romano Germánico, Inglaterra, Países Bajos y Portugal, a favor de Carlos de Austria —futuro emperador Carlos VI—.
Cataluña optó inicialmente por Felipe, el cual juró las constituciones catalanas ante las Cortes en 1701. Sin embargo, algunos excesos cometidos por el virrey Francisco Antonio de Velasco, junto a otros factores, provocaron un giro en las simpatías de algunos dirigentes catalanes, los cuales se pasaron al bando de Carlos, en 1705.
Felipe V intentó recuperar la capital catalana en 1706, con un ejército que sitió Barcelona por tierra y mar, pero fue obligado a retirarse. Pese a todo, el éxito de la ofensiva francesa en las batallas de Almansa (1707), Brihuega y Villaviciosa (1710) y la retirada del pretendiente austriaco tras su entronización como emperador en 1711 (Tratado de Utrecht, 1713) dejaron sola a Cataluña. Barcelona sufrió un asedio prolongado (14 meses), hasta que la ciudad fue tomada el 11 de septiembre de 1714.

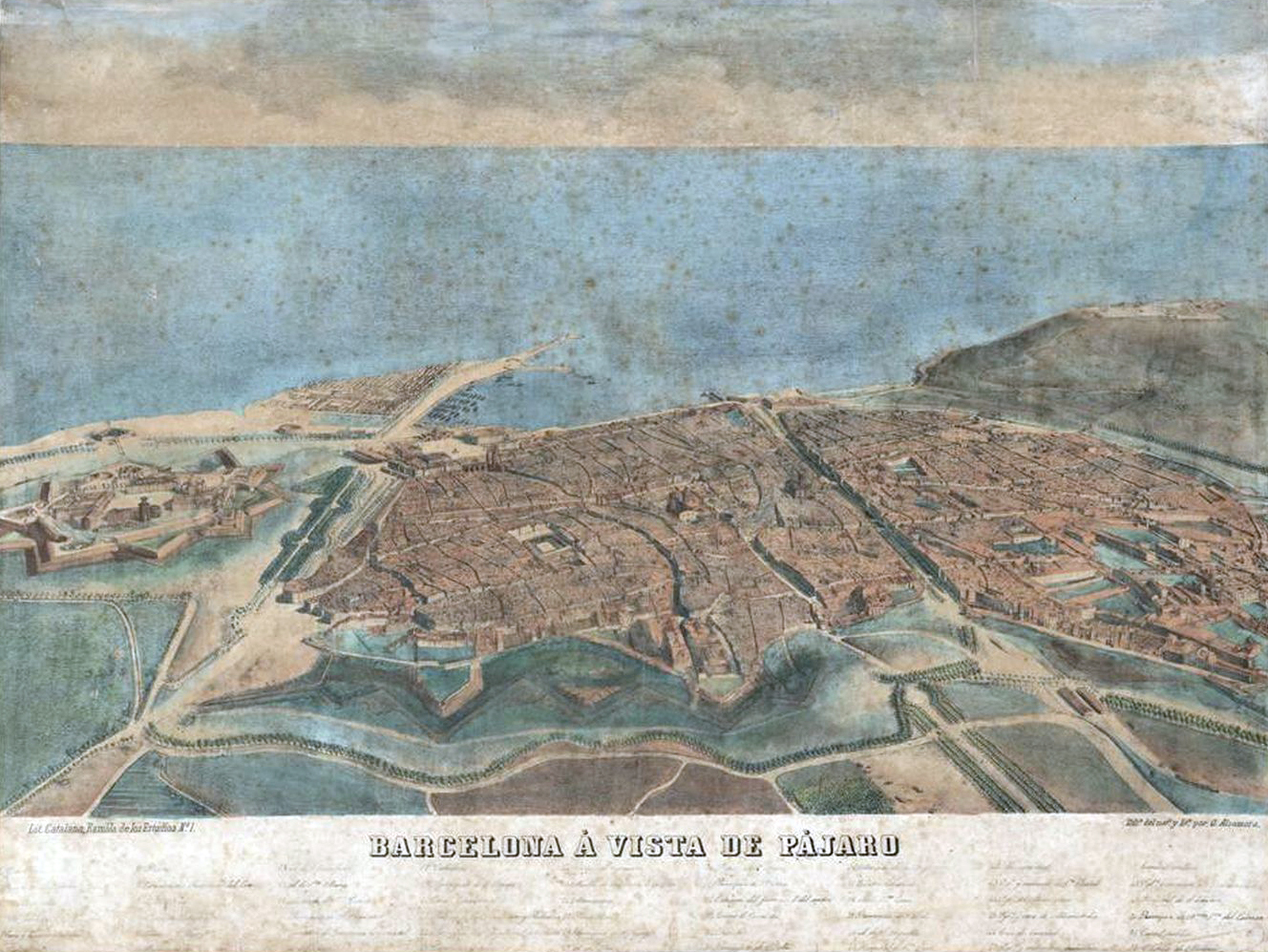
Barcelona a vista de pájaro (1857), de Onofre Alsamora: a la izquierda se aprecia la Ciudadela y la explanada entre esta y la ciudad

Para mantener la ciudad bajo un firme control, Felipe V mandó construir una fortaleza, la Ciudadela, como parte integrante de un conjunto militar para dominar la ciudad en el que, junto a la Ciudadela propiamente dicha, se reconstruyó el castillo de Montjuic, un antiguo baluarte situado en lo alto de la montaña homónima. La construcción de la Ciudadela se encargó al ingeniero militar de origen flamenco, Jorge Próspero de Verboom, y se realizó entre 1716 y 1751. Era un baluarte amurallado de forma pentagonal, con una fosa de protección y una explanada de 120 m de separación entre las murallas y las construcciones de alrededor.
Para su construcción fue necesario demoler parte del barrio de la Ribera: se derribaron 1200 casas, se desvió la Acequia Condal y se derribaron diversos edificios de interés artístico, como los conventos de San Agustín, Santa Clara y Nuestra Señora de la Piedad, la iglesia de Santa Marta y el hospicio de Montserrat. En total se desalojó a unas 4500 personas, que no recibieron indemnización alguna y fueron abandonadas a su suerte. Algunas fueron recolocadas tres décadas más tarde en el nuevo barrio de La Barceloneta, en unos terrenos ganados al mar.
La fortaleza estaba formada por cinco baluartes (del Rey, de la Reina, del Príncipe, de Don Felipe y de Don Fernando), unidos por muros rectilíneos con revellines, y también tenía otras dos pequeñas fortificaciones en las inmediaciones, el fuerte Pío y el de Don Carlos. En su interior, la torre de San Juan servía de prisión y la acompañaban diversas edificaciones para el acuartelamiento, entre las que destacaban el arsenal, la capilla y el palacio del gobernador. Cabe señalar que la torre de San Juan había sido el campanario de la iglesia de Santa Clara, que se aprovechó para su nuevo cometido tras algunas reformas.
Con el tiempo, la Ciudadela se convirtió en un símbolo de represión y en ella fueron ajusticiados numerosos presos políticos, especialmente durante la ocupación napoleónica y durante el gobierno absolutista de Fernando VII. Entre 1828 y 1830, el capitán general Carlos de España inició una brutal represión contra los liberales, con cientos de ejecuciones y miles de encarcelamientos, generalmente sin juicio ni pruebas. En 1836, las noticias llegadas a la ciudad de los excesos cometidos por los carlistas condujeron a la multitud a asaltar la cárcel de la Ciudadela y matar a unos cien carlistas prisioneros de guerra.

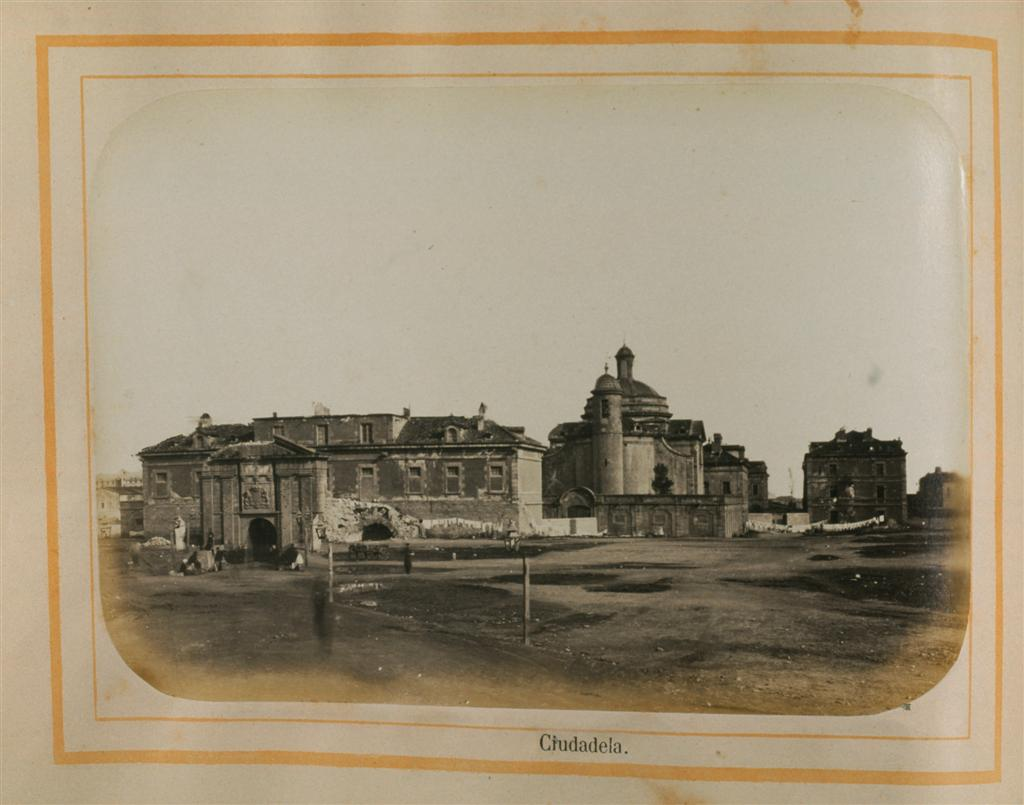
Edificios de la fortaleza de la Ciudadela en 1870, en pleno proceso de derribo

En 1841, la Junta de Vigilancia constituida en la ciudad tras el acceso al poder del general Espartero inició el derribo de la fortaleza, pero el fracaso del golpe antiesparterista de O'Donnell en Pamplona paró la iniciativa y el Ayuntamiento fue obligado a reconstruir las partes derribadas, unas obras que se prolongaron hasta 1850.

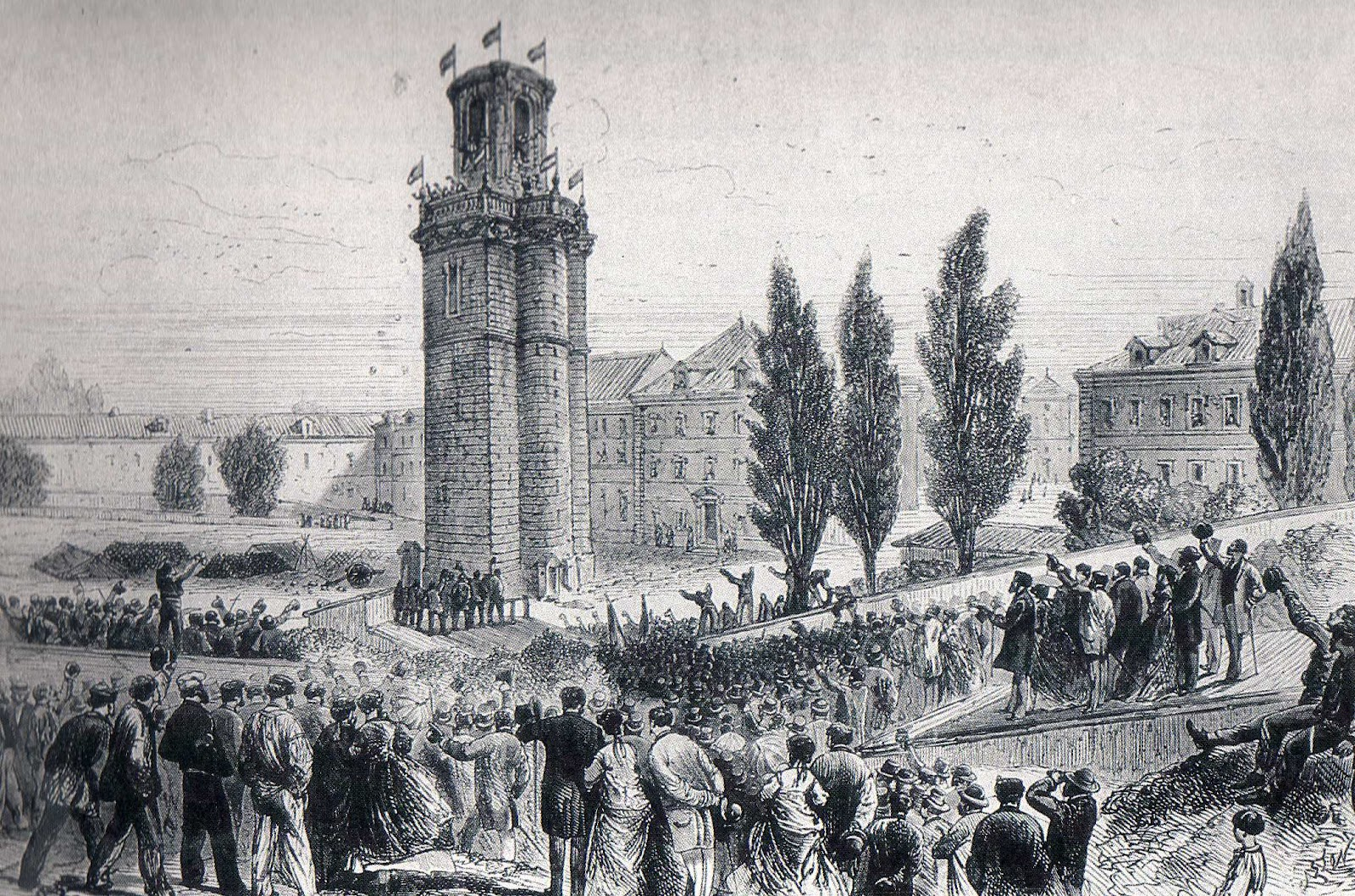
Derribo de la torre de San Juan (1868)

Con todo, a principios del siglo XIX se realizaron en torno a la Ciudadela diversas mejoras urbanísticas, como la apertura del paseo de la Explanada (1797), una amplia avenida jalonada de álamos y olmos y decorada con fuentes ornamentales, que durante un tiempo fue el principal espacio verde de la ciudad, desaparecido durante las obras de urbanización del parque de la Ciudadela; o la instalación en 1816 del jardín del General, el primer jardín público de la ciudad, una iniciativa del capitán general Francisco Javier Castaños, con una extensión de 0,4 ha, desaparecido en 1877 también durante la urbanización del parque.
En 1854 se derribaron las murallas medievales de la ciudad, aunque tal circunstancia no afectó a la fortaleza. El derribo de las murallas propició el Ensanche, que se canalizó con un proyecto de Ildefons Cerdà elaborado en 1859: el Plan Cerdà instituía un trazado ortogonal entre Montjuic y el Besós, con un sistema de calles rectilíneas que delimitaban una serie de manzanas de planta octogonal. En el trazado de Cerdà, la Ciudadela estaba ocupada por manzanas de viviendas, excepto la parte septentrional, donde ubicaba un parque y un centro de servicios; por otro lado, este sector habría estado partido por la avenida Meridiana. Sin embargo, esta parte del plan no llegó a realizarse.
Finalmente, con el estallido de la Revolución de 1868 se abrió el camino para la demolición de la Ciudadela: el 12 de diciembre de 1869, el gobierno del general Prim aprobó el decreto que cedía la fortaleza a la ciudad con la condición de que el terreno fuese destinado a un jardín público y el Ayuntamiento se hiciese cargo del coste de la demolición. Se comenzó con el derribo de la torre de San Juan, la prisión militar situada en la plaza de armas de la Ciudadela. De la fortaleza original quedaron solo la capilla —actual iglesia castrense—, el palacio del gobernador —hoy en día un instituto de educación secundaria, el IES Verdaguer— y el arsenal —actual sede del Parlamento de Cataluña—. Las obras de derribo corrieron a cargo del arquitecto municipal Antonio Rovira y Trías.

### Proyecto del parque

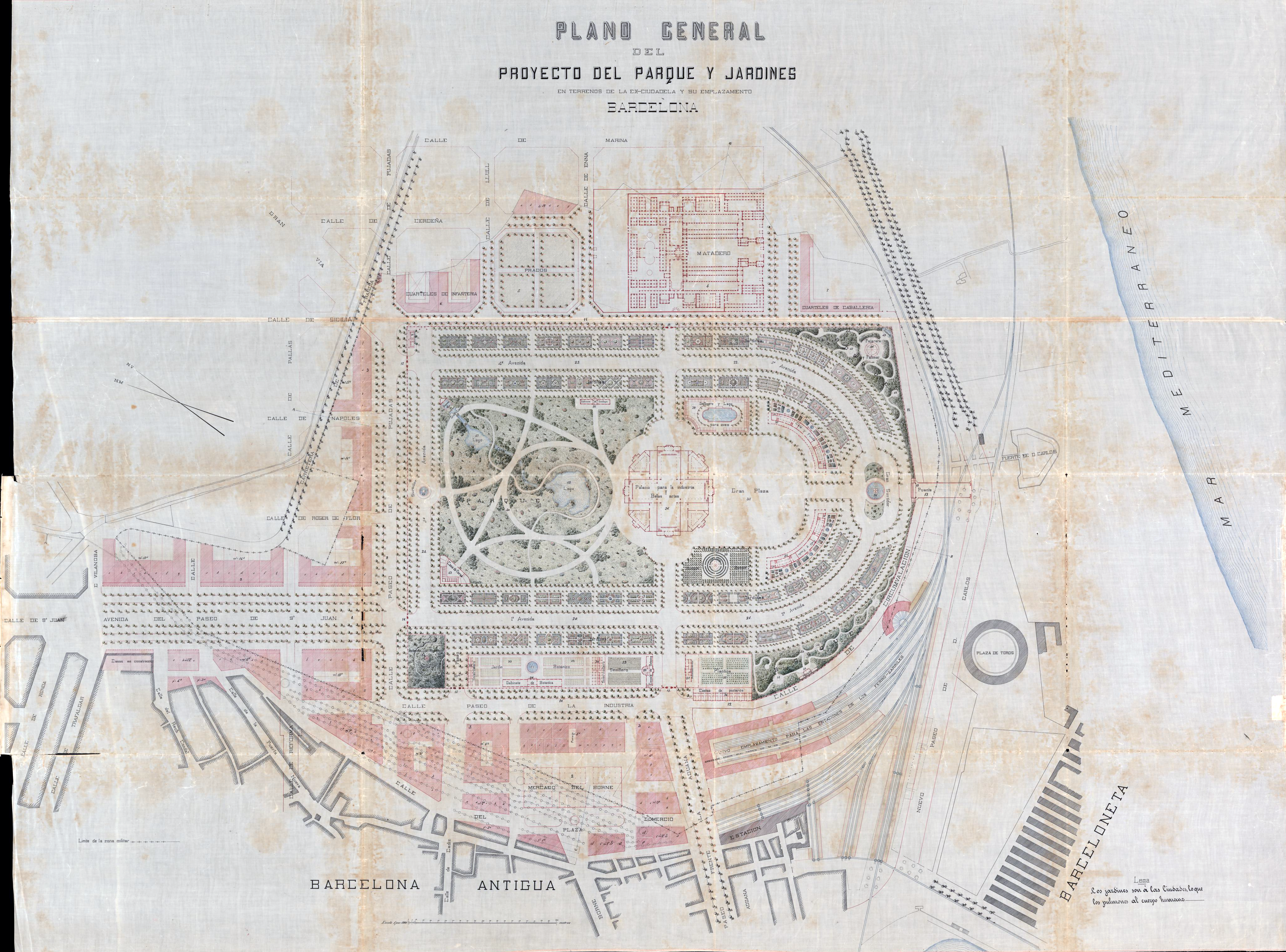
Proyecto de Josep Fontserè (1871)

Ante la perspectiva del derribo de la Ciudadela creada tras la revolución de 1868, surgieron ya algunos anteproyectos de arquitectos y maestros de obras que ofrecieron sus propuestas al Ayuntamiento: ese fue el caso de Miquel Garriga (15 de octubre de 1868, 17 de noviembre de 1868 y 29 de septiembre de 1871), Josep Fontserè (19 de octubre de 1868) y Ermengol Támaro (27 de febrero de 1869). Todos ellos compartían la idea de una gran zona de ocio combinada con la construcción de un palacio de exposiciones, en la línea del construido en 1860 en el Campo de Marte —una explanada frente a la Ciudadela— para la visita de la reina Isabel II.
Para el proyecto del parque la comisión del Ayuntamiento que dirigía la reconversión de la Ciudadela, presidida por Francesc de Paula Rius i Taulet, convocó un concurso público en 1871. El jurado estaba formado mayoritariamente por políticos y la ambigüedad de las bases y el hecho de que estuviese abierto a cualquier persona, fuese arquitecto o no, generó confusión entre los participantes. Por otro lado, la obtención del premio no comportaba la adjudicación de las obras.

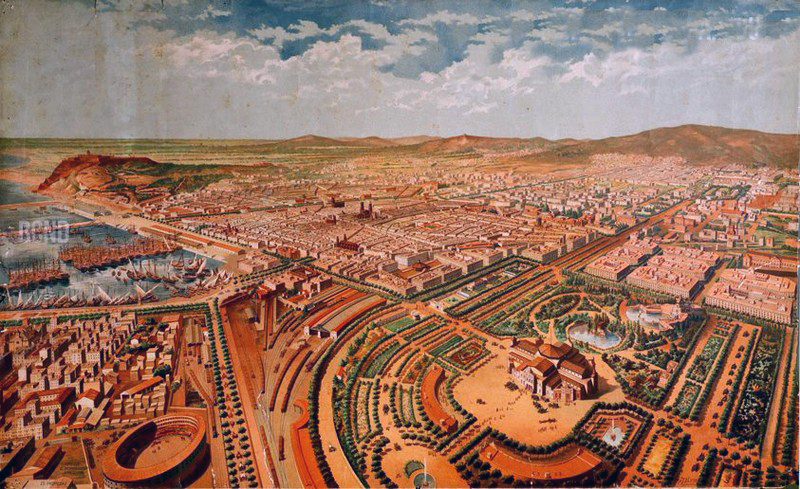
Vista aérea del parque de la Ciudadela, según el proyecto original de Josep Fontserè

El 19 de marzo de 1872, el concurso se declaró desierto y se concedió un primer accésit al proyecto presentado por Josep Fontserè bajo el lema «los jardines son a las ciudades lo que los pulmones al cuerpo humano». Hubo sospechas de que la adjudicación fue realizada a dedo y la polémica se acrecentó porque Fontserè no era arquitecto, sino maestro de obras, por lo que no podía realizar obras públicas, monumentales o religiosas. También se otorgó una segunda mención al proyecto de un arquitecto milanés, Carlo Maciachini, quien esbozó un proyecto más académico y estético, pero inconexo con la trama urbana de Barcelona, seguramente por desconocimiento de la misma.
Fontserè proyectó unos amplios jardines para esparcimiento de los ciudadanos, inspirado en jardines europeos como los de William Rent en Inglaterra, André Le Nôtre en Francia o las villas de recreo de Roma y Florencia. Junto con la zona verde proyectó una plaza central con un palacio de exposiciones, un paseo de circunvalación, una fuente monumental y diversos elementos ornamentales, dos lagos y una zona de bosque, además de diversos edificios auxiliares e infraestructuras, como un mercado (el del Borne), un matadero, un depósito de agua (actual Biblioteca de la Universidad Pompeu Fabra), un puente de hierro sobre las líneas de ferrocarril y varias casetas de servicios.

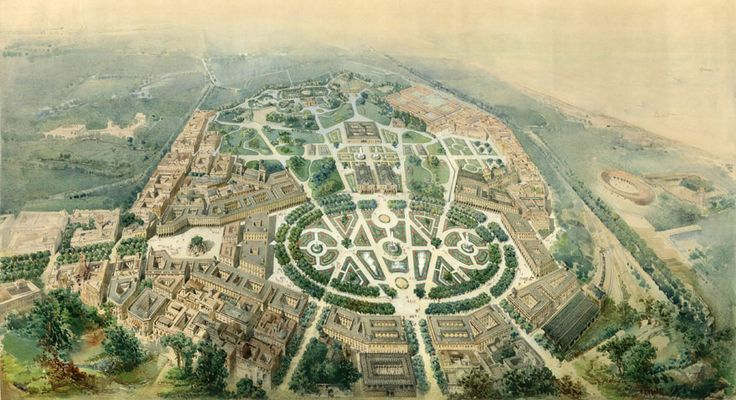
Proyecto de parque de la Ciudadela de Carlo Maciachini (1871)

El proyecto de Fontserè tuvo en cuenta su articulación con el Ensanche de Cerdà: las principales vías del parque estaban encuadradas con la trama cerdaniana, con una orientación preferente hacia la parte nueva de la ciudad a través del paseo de San Juan; la conexión con la parte vieja de la ciudad se efectuaba a través de una transición ortogonal articulada mediante el mercado; las vías del parque se diferenciaban entre las destinadas a carruajes en el exterior y los caminos peatonales en el interior. Incluso el previsto palacio de la plaza central, denominado por Fontserè de la Industria y las Bellas Artes, tenía un trazado octogonal similar a las manzanas del Ensanche, dentro del cual el edificio tendría una forma de cruz griega y en los cuatro chaflanes habría unos claustros triangulares.
Este proyecto se realizó solo parcialmente: el elemento no construido más relevante fue el gran palacio de la plaza central, mientras que de los dos lagos solo se instaló uno. Hay que tener en cuenta además que Fontserè no preveía mantener ningún edificio de la Ciudadela, como finalmente sucedió. En cuanto al proyecto paisajístico, Fontserè combinó la racionalidad de los parterres de filiación clasicista con la exuberancia y frondosidad de los jardines románticos, en un ejercicio de eclecticismo típico de la arquitectura historicista de mediados del siglo XIX.
El 22 de marzo de 1872 se adjudicó la dirección de las obras a Fontserè, al frente de una comisión integrada por los arquitectos Elías Rogent, Joan Torras y Antoni Rovira i Trias. Los primeros trabajos se efectuaron en 1873, aunque las obras se prolongarían hasta 1886. Ese año Fontserè fue sustituido por Elías Rogent de cara a los trabajos para la Exposición Universal.
La lentitud de las obras fue motivada principalmente por el hecho de que la comisión no abordó el proyecto en su conjunto, sino que fue aprobando paulatinamente trabajos parciales, hecho que motivó finalmente la mutilación del proyecto original de Fontserè. También influyeron las dificultades presupuestarias motivadas generalmente por la alternancia política al frente del Ayuntamiento, así como los pleitos judiciales con los herederos de los antiguos propietarios del terreno desposeídos por Felipe V para la construcción de la fortaleza.
Fontserè contó con la colaboración de un joven Antoni Gaudí, que intervino en el proyecto de la Cascada Monumental, uno de los puntos neurálgicos del parque, donde realizó el proyecto hidráulico y diseñó una gruta artificial debajo de la Cascada. También trabajó probablemente en la reja de entrada y en la balaustrada del monumento a Aribau.

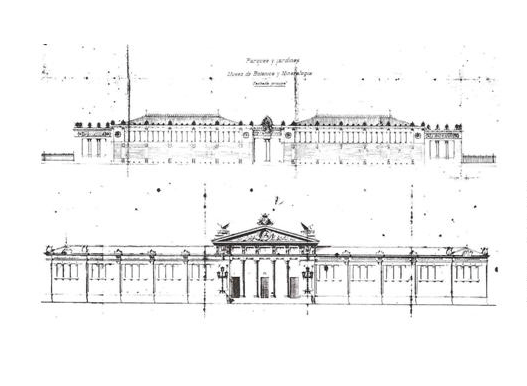
Proyectos para museo en el parque de la Ciudadela: arriba, de Josep Fontserè; abajo, de Antoni Rovira i Trias. El de Rovira es el actual Museo Martorell

Los trabajos de jardinería fueron responsabilidad de Ramón Oliva, director de los jardines públicos de Barcelona desde 1874 y responsable también de diversos proyectos jardinísticos en otras ciudades españolas, como el Campo Grande de Valladolid y el Campo del Moro de Madrid. Oliva, formado en Bélgica, aplicó a la jardinería las innovaciones de la Revolución Industrial, especialmente en el uso de maquinaria, pero también en la gestión con criterios empresariales.
Las primeras obras se efectuaron en la zona del Borne, donde el antiguo paseo de la Explanada fue reconvertido en una nueva zona residencial cuyos beneficios sirvieron para sufragar las obras del parque; aquí se edificó además el mercado del Borne. En 1874 la restauración de la monarquía debilitó la posición de Fontserè, que era republicano, y desde el año siguiente todas sus intervenciones debían ser aprobadas previamente por Rovira i Trias. Ello comportó, por ejemplo, que el proyecto de Fontserè para el Museo Botánico fuese desestimado y sustituido por otro de Rovira, el Museo Martorell de Arqueología y Ciencias Naturales.
La llegada a la alcaldía de Rius i Taulet en 1881 relanzó el proyecto y durante los siguientes años se finalizaron numerosas obras, como la de la Gran Cascada en 1882, la del Umbráculo en 1883 —edificado según un diseño de Fontserè— o la Vaquería Suiza —un café-restaurante situado junto a la estación de Francia— en 1884. Sin embargo, en 1884 se acordó mantener diversos edificios de la antigua fortaleza y reconvertirlos en museos y palacios de exposiciones, lo que eliminó definitivamente el proyecto fontseriano de un gran palacio central. En 1888 se construyó el puente de la sección marítima, que conectaba el parque con el mar por encima de las vías de tren, obra del ingeniero Cayetano Buigas, que fue derribado en 1939 debido a su mal estado de conservación tras la Guerra Civil.
Por otro lado, en los años 1880 surgió una nueva concepción de parque más simbólico y vinculado al catalanismo, alejado de la asepsia política que le había conferido Fontserè, lo que se concretó en monumentos como los dedicados a Prim o Aribau, o en el proyecto de una galería de catalanes ilustres que se concretaría en el cambio de siglo con la colocación de diversos bustos de catalanes destacados en diversas actividades.

### Un parque científico

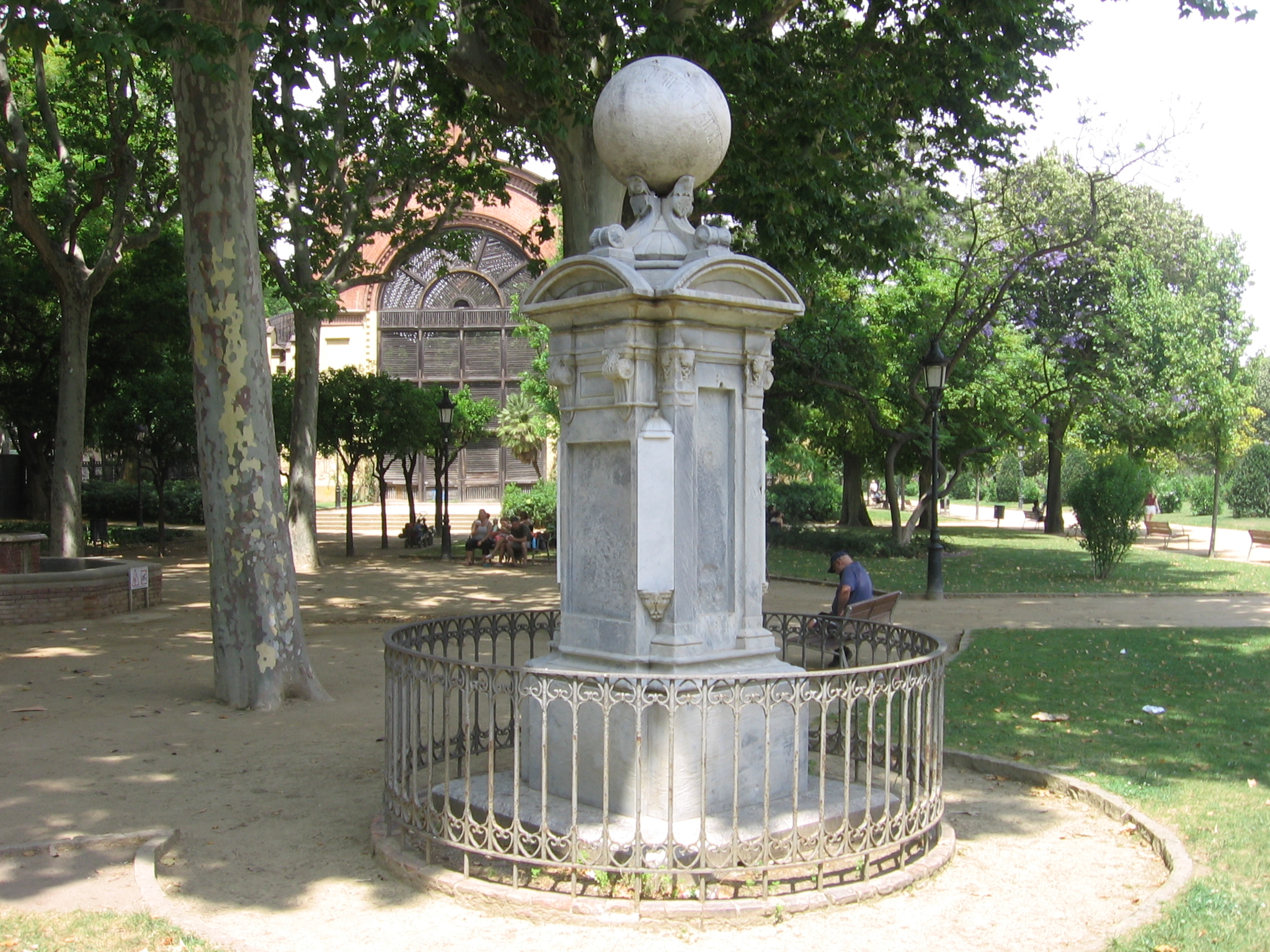
Columna meteorológica

El parque de la Ciudadela fue concebido como un parque científico y de difusión de la cultura, en el marco de los adelantos científicos logrados en el siglo XIX. Buena parte de las obras arquitectónicas efectuadas respondían a ese objetivo, como el Umbráculo y el Invernáculo, los cuales, junto a un jardín botánico que finalmente no se constituyó, suponían unos exponentes de conservación y divulgación de especies botánicas; o los antiguos museos de Geología (el Museo Martorell) y de Zoología (el Castillo de los Tres Dragones), que, aunque actualmente desafectados, junto al parque zoológico siguen estando dedicados a las ciencias naturales, puesto que los dos forman parte del Museo de Ciencias Naturales de Barcelona. Para la ubicación de estos museos, Fontseré se inspiró en el Jardín de plantas de París, cuyos museos de historia natural se encuentran en los laterales.
Además de las muestras exhibidas en el interior de los museos se situaron a lo largo del parque diversos exponentes de contenido científico: en el exterior del Museo Martorell se colocaron una serie de piedras y rocas de diverso origen, así como un dolmen y un menhir procedentes de Capmany (Alto Ampurdán); aunque estos dos últimos ya no se encuentran aquí, la colección de rocas todavía es visible frente al museo.
Frente al Umbráculo se situó también un parque meteorológico, planificado por el marino, historiador y meteorólogo José Ricart y Giralt en 1884, que incluía una columna meteorológica y una mesa de mármol con distancias entre Barcelona y las principales ciudades del mundo. La primera incluía un reloj de sol, un termómetro, un barómetro y un higrómetro, al tiempo que la columna de mármol, de forma prismática, señala los cuatro puntos cardinales; los aparatos se han perdido y hoy día solo queda la columna. En cuanto a la mesa de distancias, está diseñada en estilo Beaux-Arts, y tiene un punto en el centro que señala Barcelona y el resto de ciudades colocado de forma radial.
Por otro lado, estaba previsto hacer una serie de réplicas de animales prehistóricos, de los cuales solo se realizó el Mamut, obra de Miquel Dalmau de 1907, situado junto al lago. También debía haber un parque geológico, del cual el único elemento confeccionado fue una réplica del macizo de Montserrat, que aún se conserva dentro del recinto del Zoo, dedicada a la fauna ibérica. El conjunto se completaba con la cascada, que incluía un acuario y una gruta con estalactitas, hoy día cerrada al público.

### La Exposición Universal de 1888

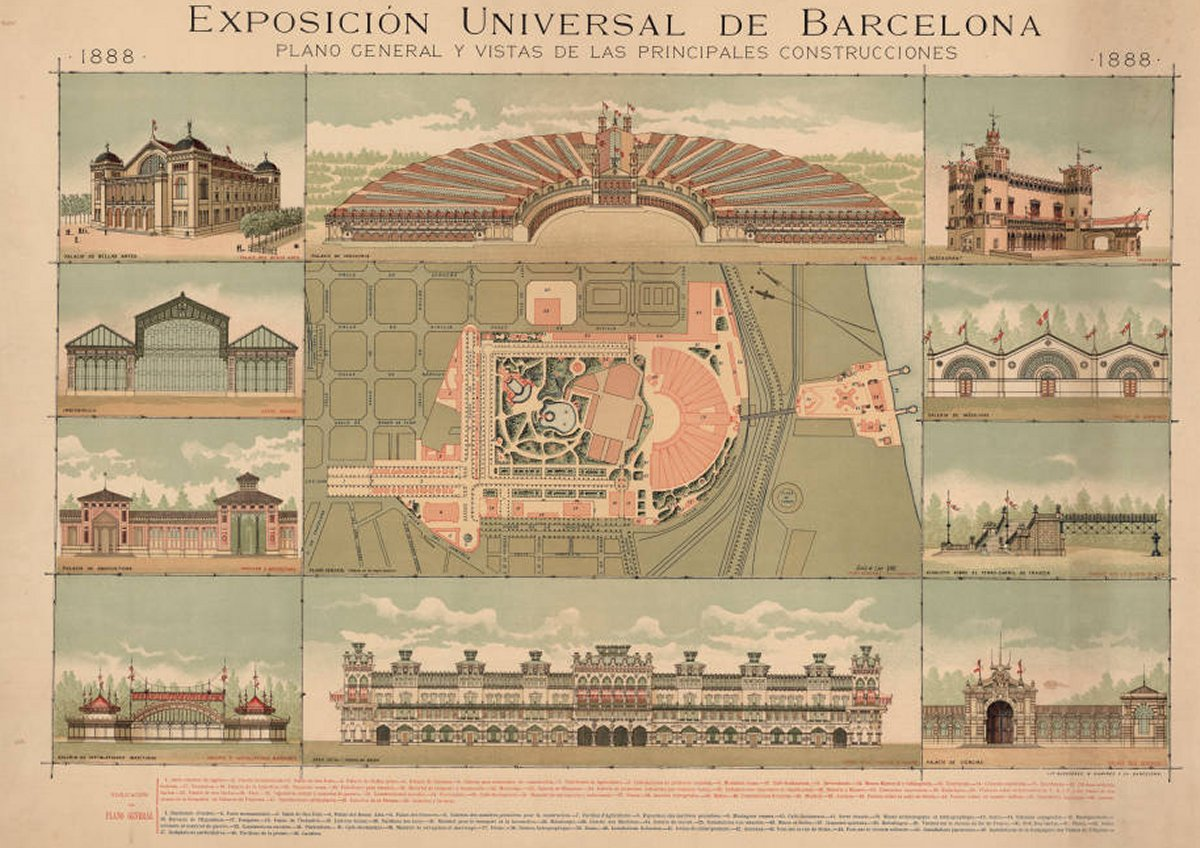
Exposición Universal de Barcelona: plano general y vistas de las principales construcciones

La idea de organizar una Exposición Universal en Barcelona la tuvo el empresario gallego Eugenio Serrano de Casanova, pero ante la imposibilidad de Serrano de llevar a cabo el evento en solitario asumió el proyecto el Ayuntamiento presidido por Francisco Rius y Taulet. El certamen fue proyectado inicialmente para 1887, pero el retraso en la organización del evento provocó su postergación al año siguiente, fecha que incluso fue un poco ajustada para concluirla satisfactoriamente, pero al estar prevista para 1889 una nueva exposición en París no se pudo relegar más.
El 30 de abril de 1886, Fontseré fue destituido como director de las obras del parque, ya que se había mostrado reacio a albergar la exposición en el recinto, que se habría visto afectado por las obras del evento; en su lugar fue nombrado director Elías Rogent. El nuevo arquitecto tuvo que sortear numerosas dificultades, entre otras el abandono final del ejército de las instalaciones militares, ya que hasta el 4 de septiembre de 1888 no se libró al Ayuntamiento el último edificio, el arsenal. Rogent amplió el entramado urbanístico del parque a través del Salón de San Juan, del paseo de la Aduana y hacia el mar a través de la sección marítima del certamen. Junto a las nuevas construcciones integró los edificios de la vieja fortaleza y llevó a cabo diversos trabajos de infraestructuras en el parque, especialmente en lo relativo a la jardinería, la iluminación y el suministro de agua.

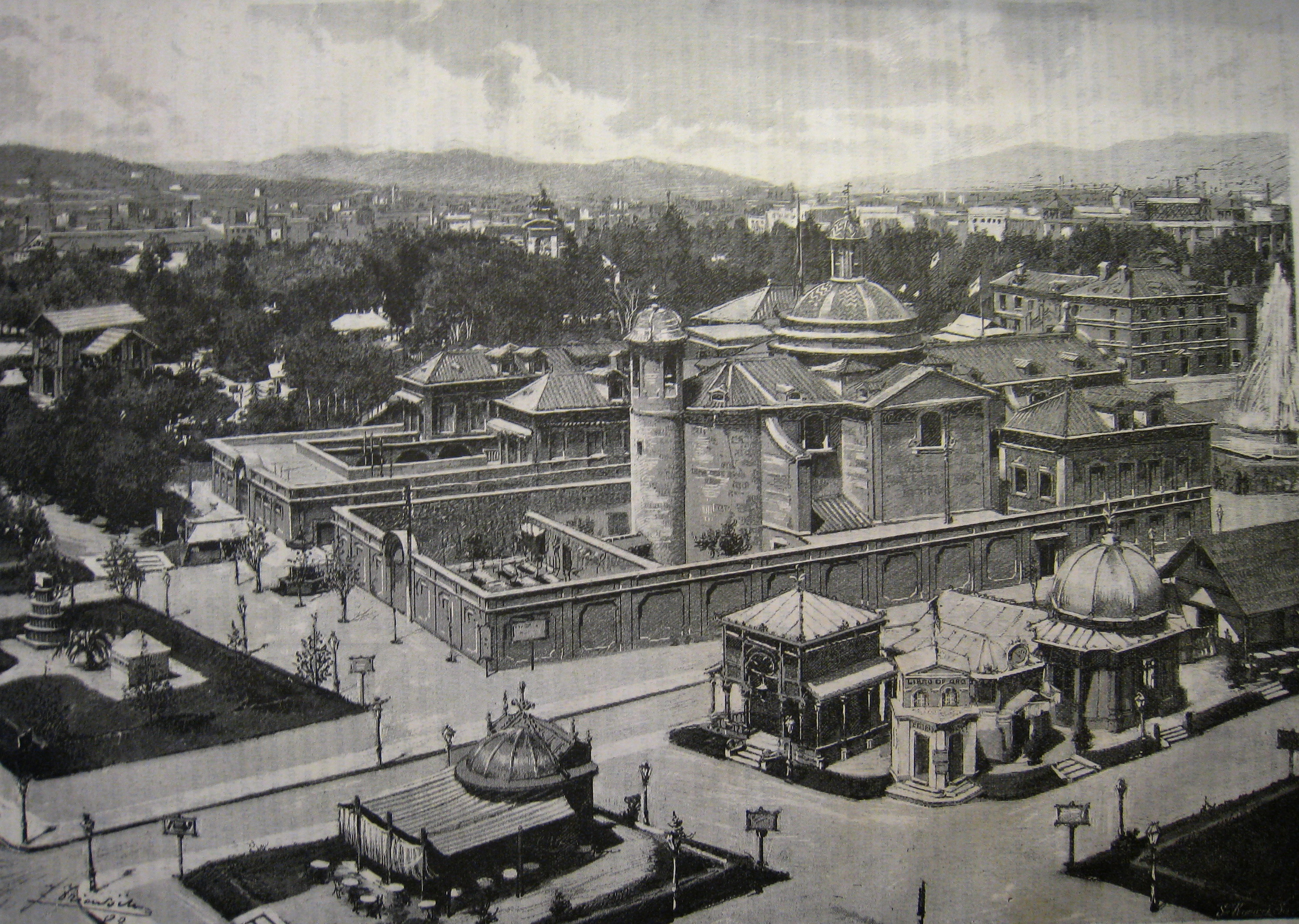
Vista general de la Exposición

La Exposición Universal tuvo lugar entre el 8 de abril y el 9 de diciembre de 1888. Además de la sección oficial, concurrieron un total de 22 países de todo el mundo y recibió unos 2 240 000 visitantes. El incentivo de los actos feriales conllevó la mejora de las infraestructuras de toda la ciudad, que dio un enorme salto hacia la modernización y el desarrollo. Asimismo, supuso el banco de pruebas de un nuevo estilo artístico, el modernismo, que hasta principios del siglo XX fue el que imperó en las nuevas construcciones de la ciudad.
Para la Exposición se construyó el Arco de Triunfo, diseñado por José Vilaseca en estilo neomudéjar. Entre los pabellones del recinto, la mayoría derribados tras el certamen, destacaba el palacio de Bellas Artes, obra de Augusto Font Carreras, así como el palacio de la Industria, de Jaume Gustà. También cabe destacar el pabellón de la Compañía Trasatlántica, de Antoni Gaudí, y el Hotel Internacional, de Lluís Domènech i Montaner. Fuera del recinto se construyó el monumento a Colón, obra del ingeniero Cayetano Buigas, con una escultura del descubridor obra de Rafael Atché.
Por otro lado, se urbanizó todo el frente marítimo de la ciudad, entre el parque de la Ciudadela y La Rambla, a través de la construcción del paseo de Colón y un nuevo muelle, el Moll de la Fusta (muelle de la Madera). Igualmente, se empezó a urbanizar la plaza de Cataluña, un proceso que culminaría en 1929 gracias a otra Exposición, la Exposición Internacional de Barcelona; se cubrió la Riera d'en Malla, dando lugar a la rambla de Cataluña; se inició la avenida del Paralelo y se prolongó el paseo de San Juan hacia Gracia y la Gran Vía de las Cortes Catalanas hacia poniente. También se dotó de iluminación eléctrica a las primeras calles de Barcelona: la Rambla, el paseo de Colón, la plaza de San Jaime y el interior del recinto de la Exposición.
Varios de los edificios construidos para la Exposición se han conservado: el restaurante (conocido como Castillo de los Tres Dragones y actual «Laboratorio de Naturaleza» del Museo de Ciencias Naturales de Barcelona), obra de Lluís Domènech i Montaner; el Invernáculo, obra de Josep Amargós; el Museo Martorell, de Antonio Rovira y Trías; y el Umbráculo, de José Fontseré.

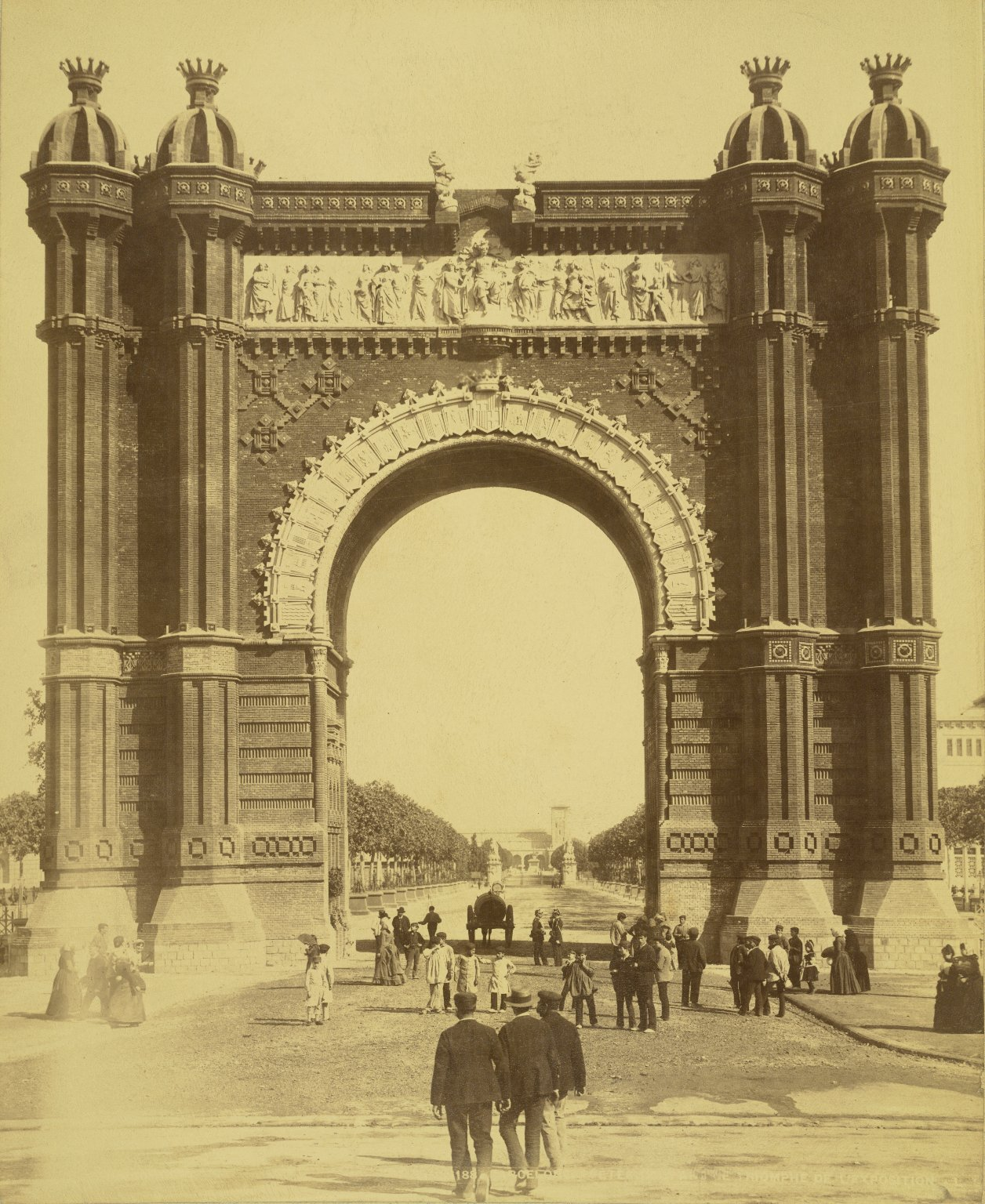
Foto histórica del Arco de Triunfo
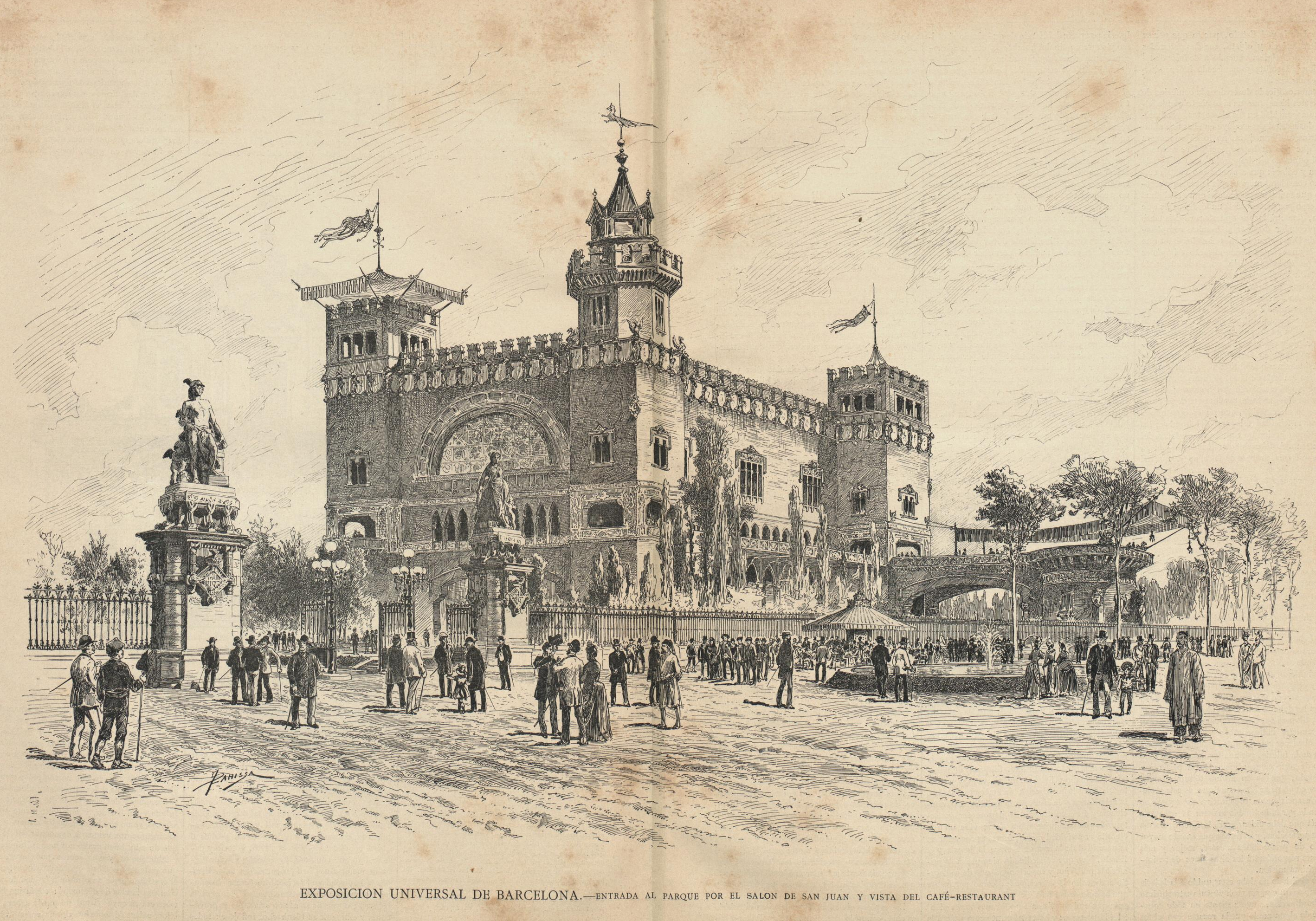
Entrada al parque por el Salón de San Juan y vista del café-restaurante (Castillo de los Tres Dragones)
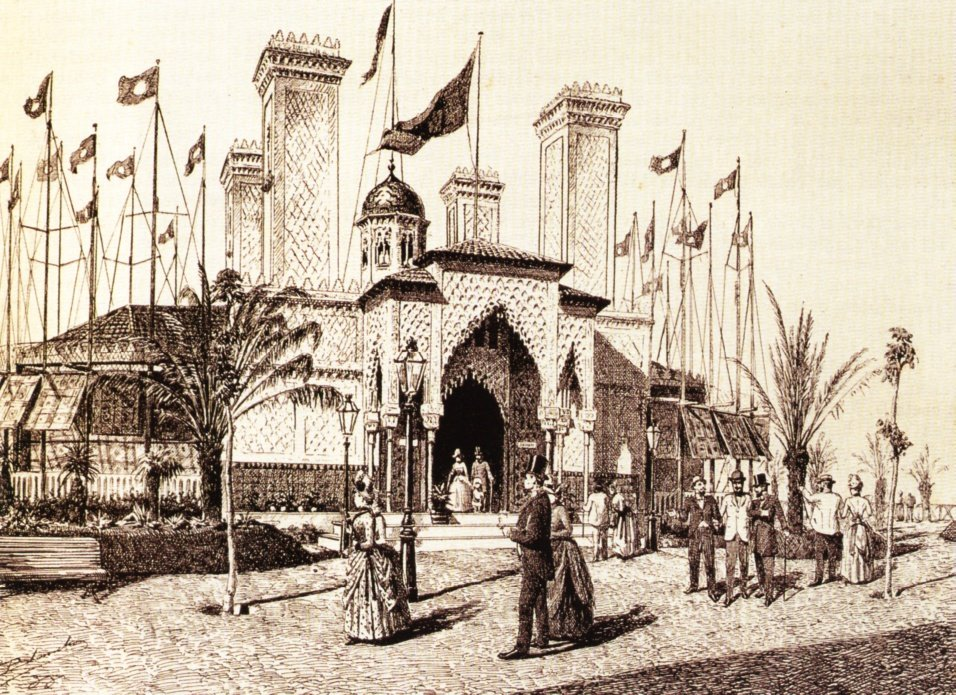
Pabellón de la Compañía Trasatlántica, de Antoni Gaudí
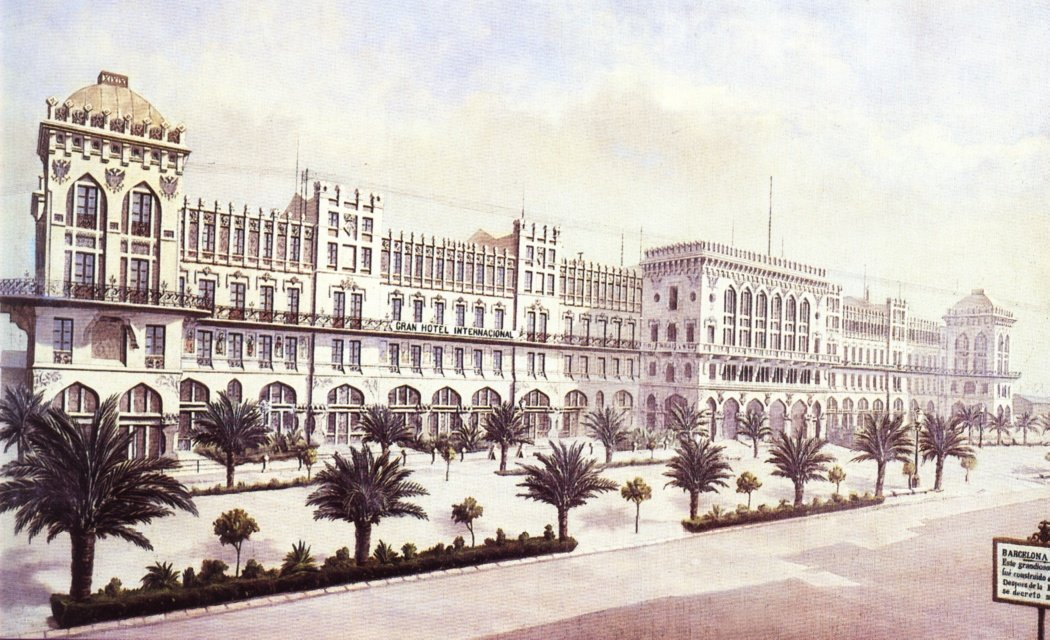
Hotel Internacional, de Lluís Domènech i Montaner
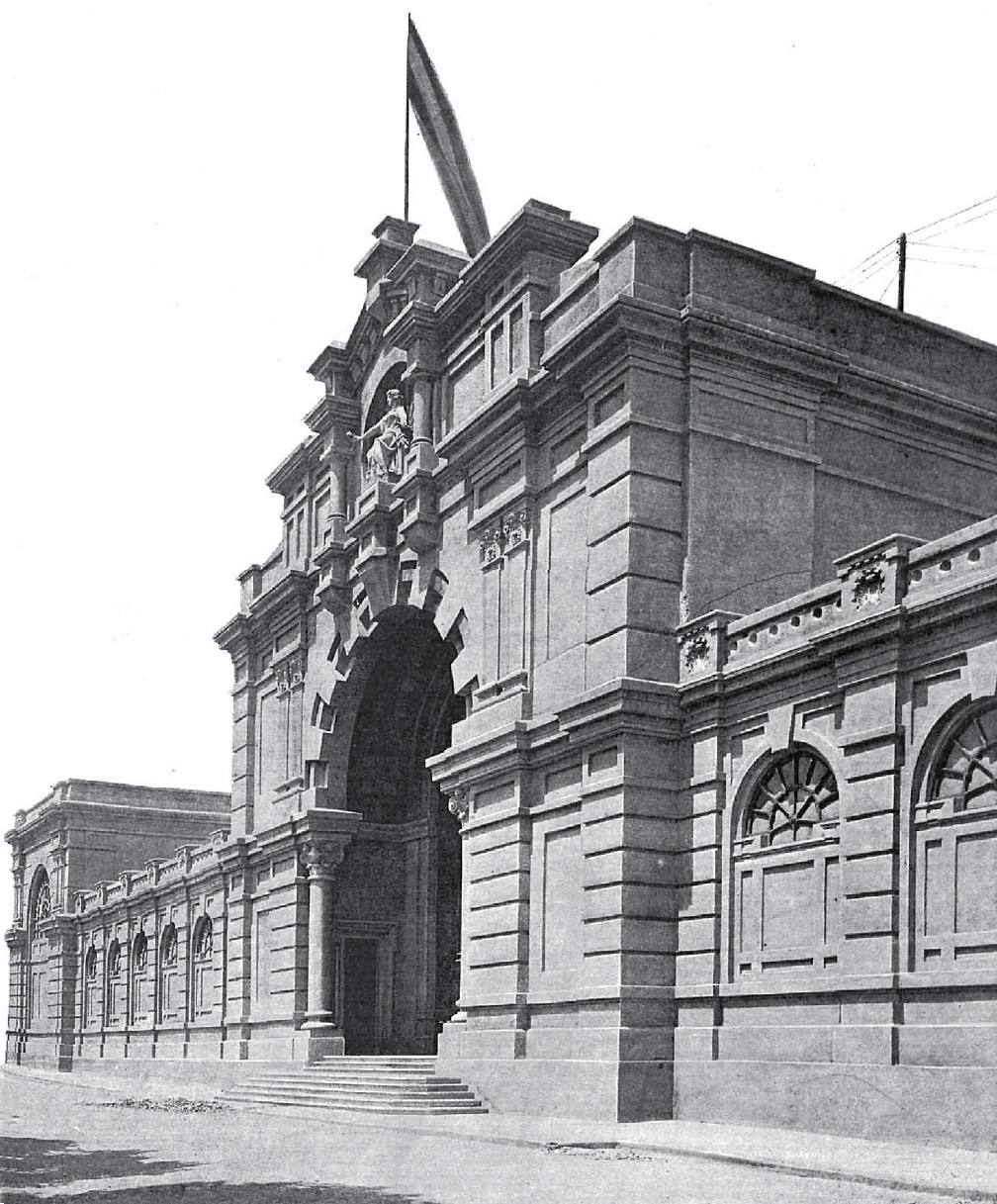
Palacio de las Ciencias, de Pedro Falqués
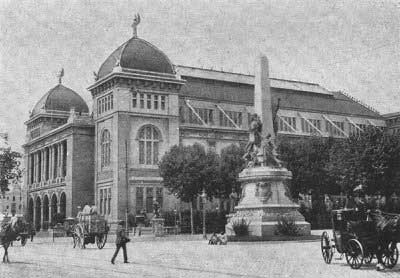
Palacio de Bellas Artes, de Augusto Font Carreras
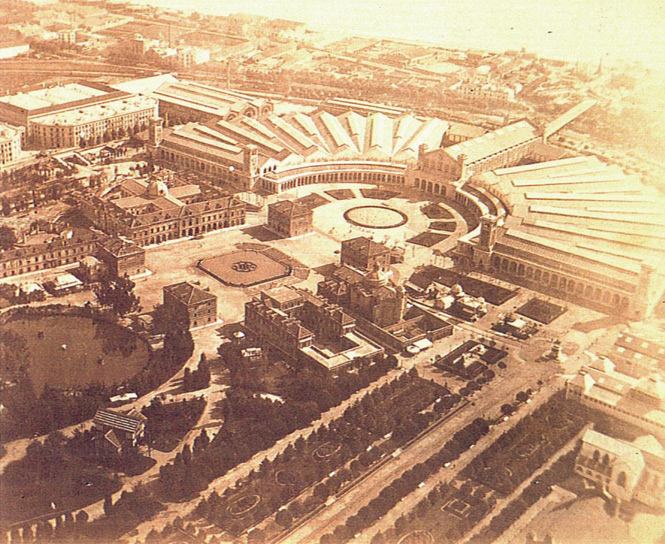
Vista aérea del palacio de la Industria, de Jaume Gustà i Bondia

### Desarrollo posterior

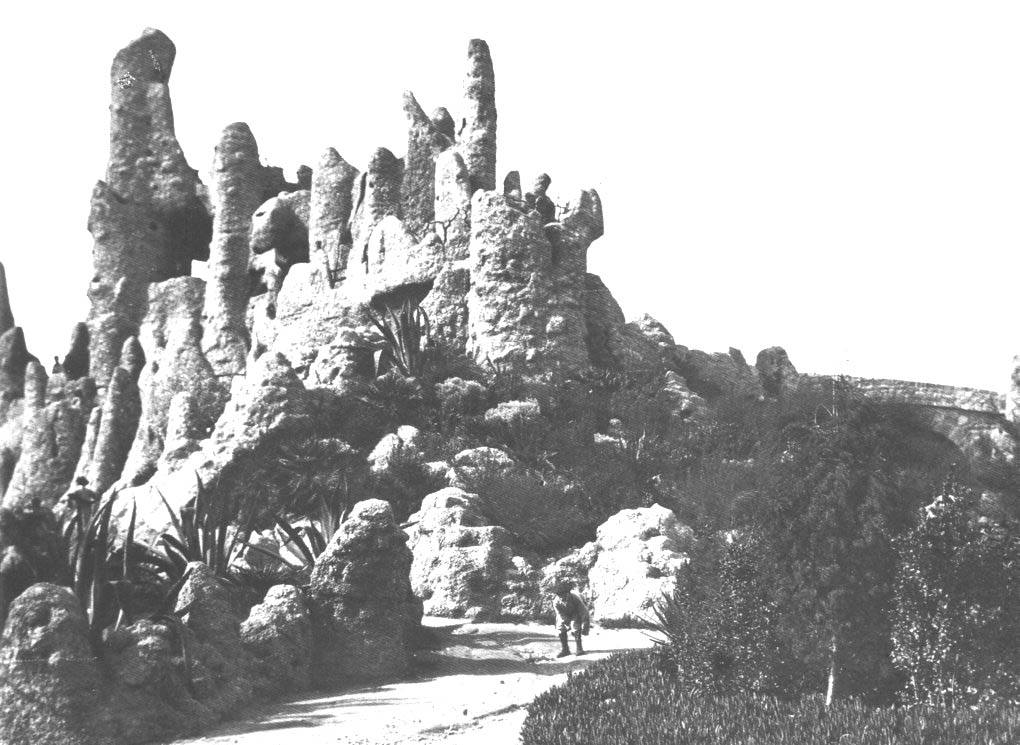
Réplica de la montaña de Montserrat (1895)

Tras la Exposición decayó la euforia inicial con que se había acometido el diseño del parque y muchos de los proyectos pensados inicialmente para el recinto quedaron en el tintero, como un panteón de catalanes ilustres, una biblioteca de autores catalanes, un jardín botánico o la reconversión del antiguo arsenal en palacio real.
Las siguientes intervenciones en el parque siguieron las líneas generales del proyecto de Fontseré, aunque con modificaciones. El objetivo siguió siendo un parque destinado al ocio, la cultura y el simbolismo catalanista. Los primeros trabajos se encaminaron al desmantelamiento de los pabellones construidos de forma provisional para la Exposición —algunos de ellos se mantuvieron hasta bien entrado el siglo XX, como el palacio de Bellas Artes o la nave central del palacio de la Industria—, así como la restauración y consolidación de los que debían quedar de forma permanente. Las principales dificultades consistieron en armonizar dentro del parque la zona del antiguo patio de armas y el espacio semicircular dejado por el palacio de la Industria.

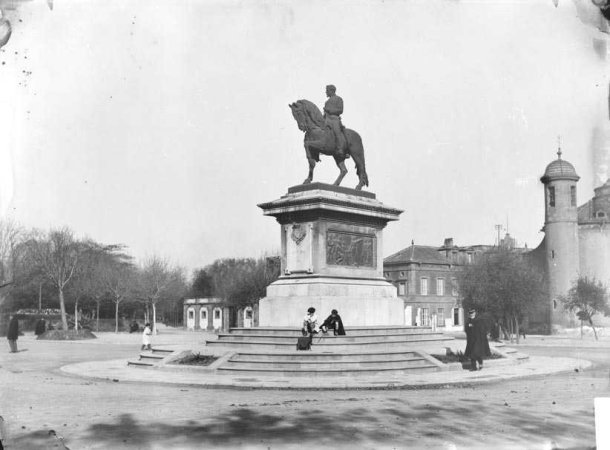
Monumento a Prim (1900)

En 1892 se inauguró el Zoo, con animales procedentes de la colección privada de Lluís Martí i Codolar. Dos años después, en 1894, en el transcurso de las obras de reurbanización del parque, se emplazaron dos plazoletas con fuentes, situadas a ambos lados de la nave central del palacio de la Industria. La primera, la fuente del Águila, fue derribada en 1963 en el transcurso de unas obras de ampliación del Zoo; la segunda, la Dama del paraguas, obra de Joan Roig i Solé de 1884, se encuentra actualmente dentro del Zoo.
En 1904 se instaló en la plaza de armas del parque un velódromo, formado por una pista de madera para bicicletas y gradas también de madera para los espectadores. Inaugurado el 27 de septiembre, a finales de ese mismo año fue desmontado.
Durante los primeros años del siglo XX el parque fue objeto de numerosos estudios para establecer unas directrices definitivas sobre su función y su ubicación en el entramado urbano, especialmente ante la aprobación en 1903 del nuevo proyecto urbanístico para la Ciudad Condal, el Plan Jaussely. El antiguo arsenal fue restaurado por Pedro Falqués entre 1904 y 1915, y ese último año fue inaugurado como Museo de Arte Moderno. Por otro lado, desde 1905 surgió la idea de celebrar otra exposición internacional —que no se produjo hasta 1929—, para lo que se barajó de nuevo el escenario de la Ciudadela, relegado posteriormente por la montaña de Montjuïc.
Desde 1908 se celebraron en el palacio de Bellas Artes los Juegos Florales y surgió la idea de colocar como colofón cada año un busto dedicado a un personaje ilustre catalán, retomando el antiguo proyecto de un panteón de catalanes ilustres, aunque en este caso al aire libre. Se siguió esta costumbre hasta 1913, ya que al año siguiente se interrumpió por el estallido de la Primera Guerra Mundial. En esos años se colocaron los bustos de Manuel Milá (1908), Emili Vilanova (1908), Marian Aguiló (1909), Víctor Balaguer (1910), Lleó Fontova (1910), Teodoro Llorente (1912) y Joan Maragall (1913). La mayoría se encuentra en el llamado «jardín romántico», en el sector occidental del parque.

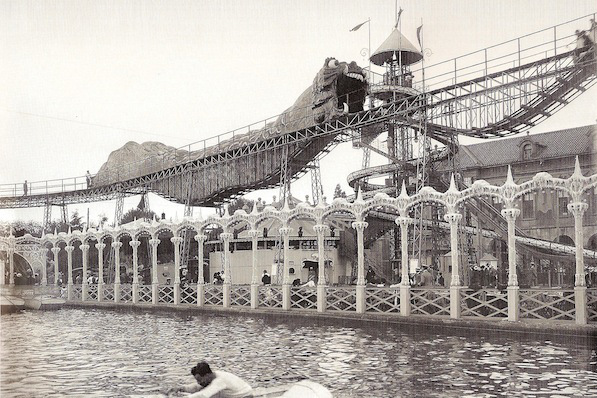
Montaña rusa Los Urales, Saturno Park

En 1911 se instaló en el antiguo patio de armas de la fortaleza el parque de atracciones Saturno Park. En su día fue el lugar de ocio predilecto de los barceloneses, que disfrutaban de atracciones como las montañas rusas Los Urales, el tobogán Water Chutt, la pista de coches eléctricos Witching Waves o la pista de patinaje Skating Ring. El recinto cerró en 1921 y en su lugar se instaló un jardín proyectado por Jean-Claude Nicolas Forestier, donde destaca un estanque ovalado con la célebre escultura Desconsuelo, obra de Josep Llimona.
Por otro lado, en 1913 la Vaquería Suiza fue reconvertida en sede del Servicio Municipal de Alcantarillado e Higiene, aunque en 1926 fue derribada y en su lugar se construyó un colegio, el actual CEIP Parc de la Ciutadella.
En 1916 se construyó un casino entre el lago y la cascada, obra del arquitecto Josep Plantada en estilo renacentista francés. Tenía dos pisos, el inferior destinado a café-restaurante y el superior donde se ubicaba el casino. Fue derribado en 1964.
El arquitecto y paisajista Nicolás María Rubió Tudurí, director de Parques y jardines de Barcelona, efectuó algunas intervenciones en el parque en 1927: mandó derribar el palacio de la Industria, restauró jardines y edificios, amplió el Zoo, trazó un nuevo diseño para el llamado paseo Militar —el que va de la estatua de Prim a la calle Wellington—, amplió los jardines diseñados por Forestier y adaptó el paseo de Circunvalación al tránsito automovilístico.

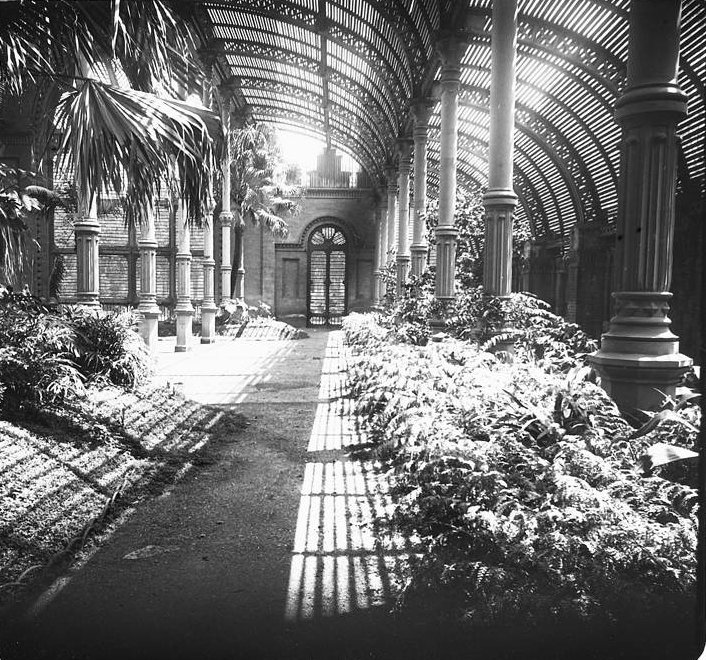
Umbráculo de la Ciudadela (1922)

En 1932, el arsenal de la antigua fortaleza fue convertido en sede del nuevo Parlamento de Cataluña, tras la restauración de la Generalidad al inicio de la Segunda República. El Plan Macià, un ambicioso proyecto urbanístico trazado por Josep Lluís Sert y Le Corbusier que no llegó a realizarse, preveía para todos los edificios del parque un uso dedicado a instituciones autonómicas.
Tras la guerra civil fueron derribados algunos edificios e infraestructuras dañados por los bombardeos, como el palacio de Bellas Artes o el puente de la sección marítima. El arsenal fue de nuevo dedicado a Museo de Arte Moderno, el cual fue inaugurado en 1945. La iglesia, que en 1934 había sido destinada a panteón del presidente de la Generalidad Francesc Macià, fue reconvertida en capilla castrense. El palacio del gobernador se convirtió en un instituto femenino de educación secundaria.
El nuevo consistorio franquista descuidó el parque durante bastantes años e incluso aprobó una ampliación del adyacente mercado de frutas y verduras que comportó la eliminación de varias filas de árboles del paseo del General Martínez Anido (actualmente de Picasso). Esta actuación provocó una reacción de la opinión pública barcelonesa a favor del parque, lo que conllevó que el 21 de diciembre de 1951 fuese declarado jardín histórico-artístico, tras un dictamen de la Academia de San Fernando de Madrid.
La etapa al frente de la alcaldía de José María de Porcioles (1957-1973) significó un nuevo impulso para el parque, que fue restaurado y donde se trazaron nuevos proyectos. En 1956 se aprobó la ampliación y modernización del Zoo, con unos nuevos criterios más naturalistas y unas nuevas instalaciones más atractivas para el público. El acotamiento del nuevo Zoo, que ocupaba más de un tercio de la superficie del parque, inutilizó diversos tramos del paseo de Circunvalación, que fueron destinados en 1961 a zonas verdes. Entre 1958 y 1965 surgieron varios proyectos destinados al público infantil: una ciudad en miniatura, un jardín infantil con biblioteca y un parque de tránsito. Entre 1961 y 1964 se remodelaron los jardines del lago, lo que conllevó el derribo del casino ubicado en esa zona.
Tras el restablecimiento de la democracia, el arsenal volvió a su labor parlamentaria y la colección de arte fue trasladada al Museo Nacional de Arte de Cataluña. En esta etapa el parque ha sufrido pocas modificaciones y se han mantenido sus líneas generales. La mayor parte de las intervenciones se han efectuado en su entorno: apertura del tramo inferior de la avenida Meridiana, soterramiento parcial de las vías de tren que salen de la estación de Francia, traslado del mercado de frutas y verduras, nuevas estaciones de metro, trazado del cinturón litoral y saneamiento de las playas, un proceso que culminaría con la ubicación próxima al parque de La Villa Olímpica construida para los Juegos Olímpicos de 1992.

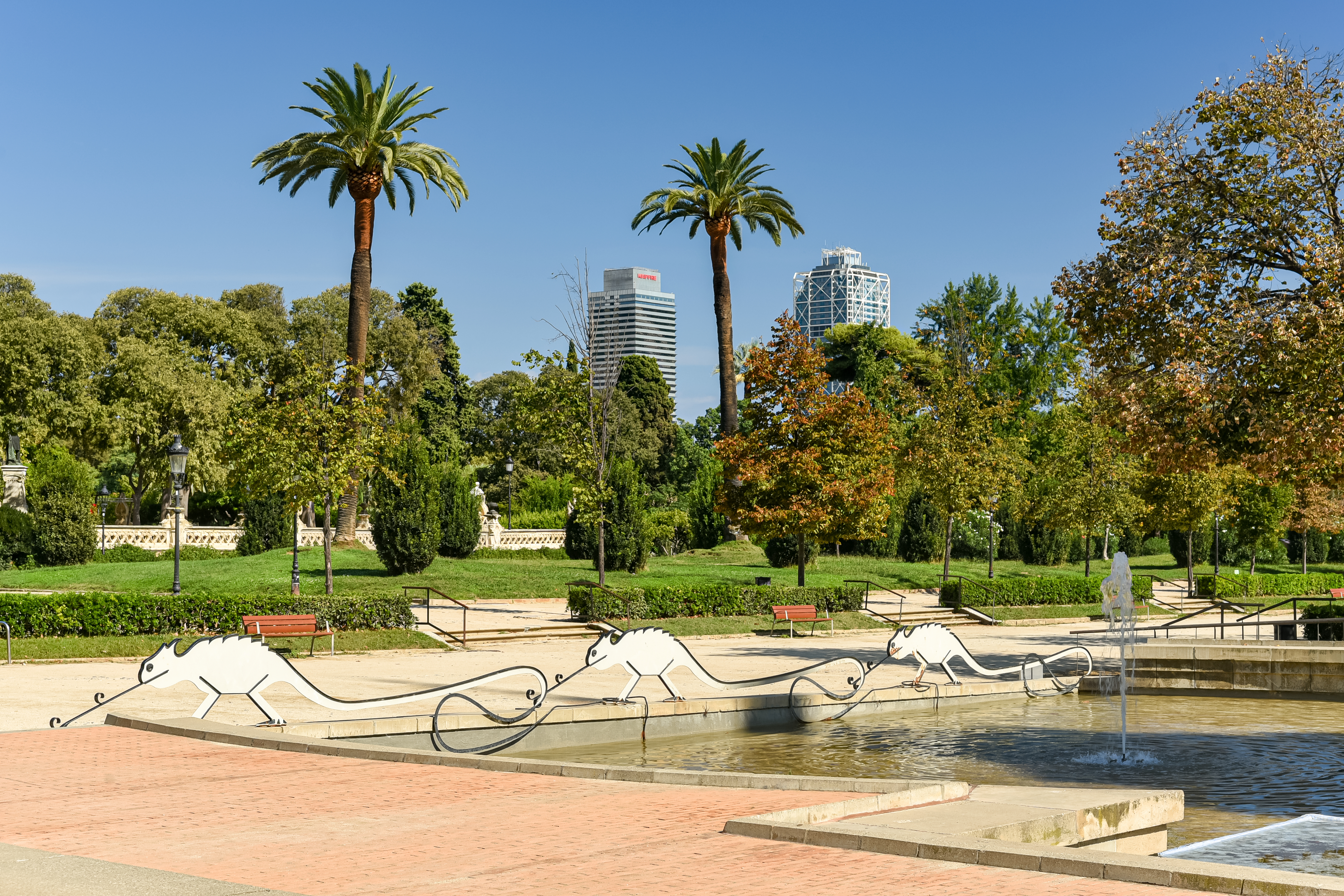
Vista del parque en 2020

En 1982 se abrió el paseo del Borne, que unía el mercado con la iglesia de Santa María del Mar, con un proyecto de Roser Amadó y Lluís Domènech i Girbau. La reforma comportó la remodelación del paseo de Picasso, que contó como elemento más destacado la instalación del monumento Homenaje a Picasso, obra de Antoni Tàpies.
Con motivo del centenario del parque en 1988 se efectuaron diversas obras de rehabilitación: se restauró el Umbráculo, se actualizó la iluminación, la canalización de riego y el mobiliario urbano, y se etiquetaron numerosas especies vegetales.
Entre las últimas intervenciones efectuadas cabe señalar las producidas entre 2009 y 2010, que generaron bastante polémica: se eliminó el parque infantil de tránsito, cuyos terrenos fueron aglutinados al Zoo, con la pérdida de uno de los dos jardines de ampliación de la plaza de armas proyectado por Rubió i Tudurí en 1927; y se construyó un polideportivo junto a la entrada al parque por la avenida de Picasso, lo que supuso la pérdida de 2000 m² de jardines.
Desde inicios del siglo XXI se han formulado diversos proyectos de reforma y ampliación del parque, una de cuyas premisas principales sería la de conectarlo con la playa, salvando las vías de tren de la estación de Francia: un primer proyecto, desarrollado por Enric Batlle y Joan Roig, se planteó en 2003 bajo la alcaldía de Joan Clos; en 2012, bajo la alcaldía de Xavier Trias, se esbozó otro a cargo de Enric Ruiz-Geli; por último, en 2018 se anunció otro proyecto durante la alcaldía de Ada Colau, que además de extender el parque hasta el mar incluiría la rehabilitación del Invernáculo, el Umbráculo y el Castillo de los Tres Dragones.
En 2023 se anunció un ambicioso plan de reforma que incluiría la rehabilitación de diversas zonas del parque y la creación de nuevos equipamientos, con el fin de crear un espacio dedicado a la difusión científica, nombrado como Ciudadela del Conocimiento (en catalán: Ciutadella del Coneixement). Las reformas incluirían una mejora y ampliación de la superficie vegetal, así como mejoras en las infraestructuras, la accesibilidad y las conexiones; se mejorarán los sistemas de drenaje, los pavimentos y el sablón; se restaurarán parterres y bordillos; y se implementará una estrategia de residuos cero. Asimismo, se restaurarán el Castillo de los Tres Dragones, el Invernáculo, el Umbráculo y el Museo Martorell, que se dedicarán a la divulgación científica. Por otro lado, está prevista la creación de un polo de biociencia del Consejo Superior de Investigaciones Científicas (CSIC) y la construcción de la Biblioteca Central de Barcelona, el primero en un solar situado en frente del campus de la Universidad Pompeu Fabra (UPF) —donde antiguamente se hallaba el mercado mayorista de pescado de Barcelona— y, el segundo, al lado de la Estación de Francia. El polo científico inició su construcción en enero de 2023. Incluirá tres edificios: el Institute for Science and Technology (BIST), el Instituto de Biología Evolutiva (IBE) y el Centro de Investigación e Innovación para el Bienestar Planetario. Se prevé que acojan unos 1200 investigadores de todo el mundo.

## El parque

1 Cascada monumental
2 Kiosco de música
3 El Mamut
4 Lago artificial
5 A los voluntarios catalanes
6 Parlamento de Cataluña
7 Desconsuelo
8 IES Verdaguer
9 Iglesia de la Ciudadela
10 Estatua ecuestre al General Prim
11 Entrada del parque zoológico
12 La dama del paraguas
13 Umbráculo
14 Museo Martorell
15 Invernáculo
16 Castillo de los Tres Dragones

El parque de la Ciudadela tiene forma rectangular por tres de sus lados y semicircular en su parte oriental, marcada por el paseo de Circunvalación. Cada uno de los tres lados rectangulares tenía un paseo interior paralelo a las vías exteriores que lo circundan, de los que se conservan dos: el de los Tilos, paralelo al paseo de Picasso, a cuyo largo se sitúan los edificios supervivientes de la Exposición de 1888; y el de los Álamos, paralelo al paseo de Pujades, que actualmente recibe el nombre de paseo de Joaquim Renart, un pintor, decorador y coleccionista, fundador de Fomento de las Artes Decorativas; el tercero, el de los Olmos, era paralelo a la calle de Wellington, pero desapareció en la ampliación del Zoo. 
Los jardines situados frente al Museo Martorell llevan el nombre de Fontseré Mestre, por el autor del proyecto del parque. Un sector de estos jardines recibe asimismo el nombre de jardín del Cambalache, procedente de una exposición realizada en la Fundación Antoni Tàpies en 2001, en cuya terraza se situó una mezcla de huerto y jardín con diversos objetos, una obra de land art del escultor sevillano Federico Guzmán.

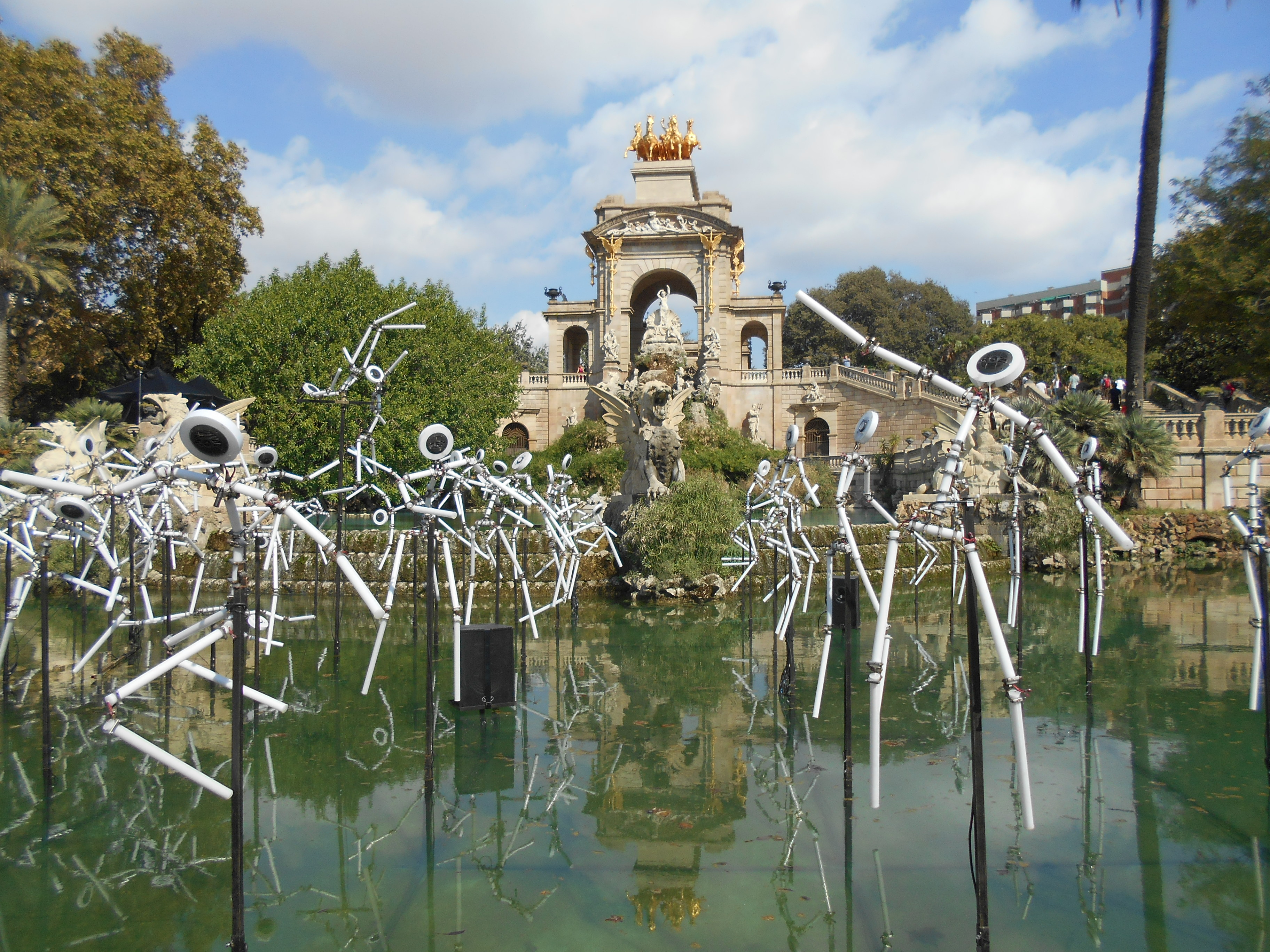
Espectáculo Keyframes, de Groupe Laps, frente a la Cascada del Parque de la Ciudadela, durante las fiestas de la Merced de 2016

El parque destaca por su gran extensión ajardinada, con amplias arboledas y zonas para pasear, así como el lago y la cascada. El lago es uno de los centros neurálgicos del parque, con varios islotes y gran profusión de plantas exóticas y animales acuáticos; se puede navegar en él con barcas de remos. Junto a la cascada se encuentra el Jardín Romántico, con una gran variedad de especies vegetales, dentro del cual se halla la glorieta con el monumento a Aribau, en un terreno elevado delimitado por una balaustrada de piedra con florones. En la antigua plaza de armas hay un estanque ovalado con la célebre escultura Desconsuelo, obra de Josep Llimona. Cerca de esta plaza y frente a la entrada al Zoo se halla el monumento a Prim. Jalonan el parque diversas esculturas más, que forman en conjunto un auténtico museo al aire libre.
La zona cuenta además con diversos equipamientos, como un área de juego infantil, una zona para perros, bar, lavabos, una ludoteca, un área de pícnic, mesas de ping-pong y una estación de compostaje.
El recinto del parque es escenario habitual de numerosos actos sociales y culturales, y suele ser uno de los epicentros de las fiestas de la Merced. También suele ser escenario de manifestaciones y actos políticos y reivindicativos, debido a la presencia del Parlamento de Cataluña, especialmente el 11 de septiembre, Día de Cataluña.

### Flora y fauna
El parque de la Ciudadela tiene más de un centenar de especies, muchas de ellas plantadas en el siglo XIX, por lo que es uno de los parques más antiguos de la ciudad. Son abundantes el tilo (Tilia X europaea, Tilia tomentosa y Tilia X euchlora), la magnolia (Magnolia grandiflora), el álamo (Populus alba y Populus alba "Pyramidalis") y el plátano de sombra (Platanus X hispanica), que se encuentran junto a otras especies como el almez (Celtis australis), la paulownia (Paulownia tormentosa), el árbol de los escudos (Ginkgo biloba), la acacia (Robinia pseudoacacia), la acacia de Constantinopla (Albizia julibrissin), el ciprés (Cupressus macrocarpa y Cupressus sempervirens), el pino australiano (Casuarina cunnighamiana), el naranjo de Luisiana (Maclura pomifera), la bellasombra (Phytolacca dioica), el castaño de Indias (Aesculus hippocastanum), el ciprés calvo (Taxodium distichum), la palmera de Canarias (Phoenix canariensis), la palmera datilera (Phoenix dactylifera), la palmera azul (Brahea armata), la yuca (Yucca gigantea), el laurel (Laurus nobilis), el taray (Tamarix gallica), la adelfa (Nerium oleander), el azahar de la China (Pittosporum tobira) y el huso japonés (Euonymus japonicus).
Varios de los árboles del parque están incluidos en el Catálogo de árboles de interés local de Barcelona: una acacia de Constantinopla (Albizia julibrissin), un naranjo de Luisiana (Maclura pomifera), un pino australiano (Casuarina cunninghamiana) y un Quercus polymorpha, así como los cipreses calvos (Taxodium distichum) del lago. Frente al Museo Martorell hay un pino marítimo (Pinus pinaster) que fue donado en 1999 por Montserrat Pla, viuda de Nicolau Maria Rubió i Tudurí.
La fauna del parque está compuesta principalmente por aves, de las que hay censadas más de cien especies diferentes, entre las que destacan las garzas reales, cuya colonia es actualmente la más importante de Cataluña. Entre otras especies, se pueden encontrar en el parque: agateador común, ánade azulón, ánsar común, aratinga mitrada, aratinga ñanday, avión común, busardo ratonero, carbonero común, colirrojo tizón, cotorra argentina, cotorra de Kramer, cuervo, curruca cabecinegra, curruca capirotada, estornino negro, estornino pinto, gallineta común, garceta común, garcilla bueyera, gaviota patiamarilla, gaviota reidora, gorrión común, grajilla, halcón peregrino, herrerillo común, ibis sagrado, jilguero, lavandera blanca, lavandera cascadeña, mirlo común, mosquitero común, paloma bravía, paloma torcaz, pato criollo, pato doméstico, petirrojo europeo, tórtola turca, urraca, vencejo real, etc.

### Las puertas

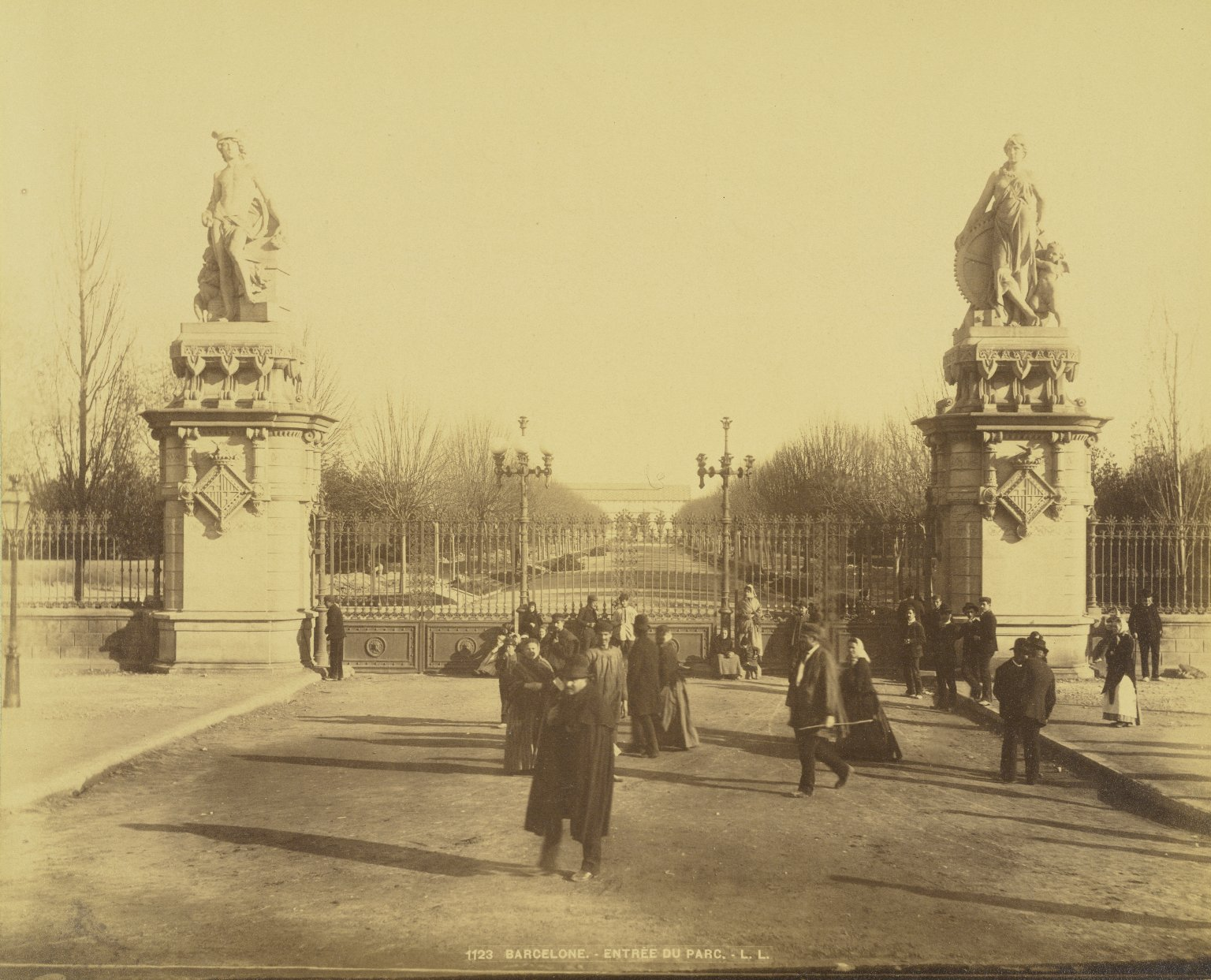
Entrada al parque

El parque cuenta con diez accesos, de los cuales destacan dos puertas monumentales: una situada en el paseo de Pujades y otra en el paseo de Picasso. Fueron diseñadas por José Fontseré, aunque habitualmente se ha adjudicado su realización a Antoni Gaudí, ayudante de Fontseré por aquel entonces.

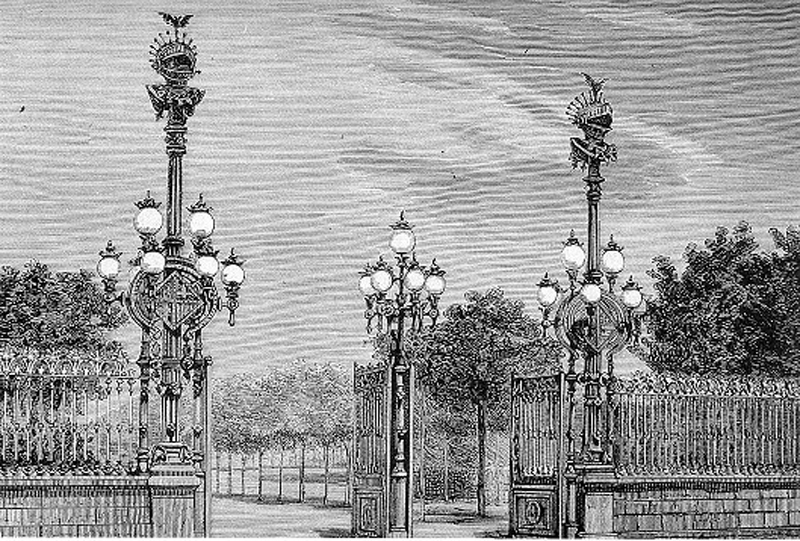
Candelabros del parque

Las puertas fueron construidas entre 1876 y 1880, y presentan unas rejas de hierro con unas farolas de elaborado diseño: en la base tienen unos relieves de leones, sobre la que se sitúa el fuste del candelabro con el escudo de Barcelona y un conjunto de siete u ocho globos de iluminación, sobre los que se yergue un mástil rematado por un yelmo con corona y un murciélago. Hoy día se encuentran en bastante mal estado.
Otro elemento destacado de las puertas son las esculturas, dos en cada una de ellas, situadas sobre unos pedestales flanqueando la entrada. Son de significado alegórico: en el paseo de Pujades figuran el Comercio y la Industria, obra de Agapito Vallmitjana; en el paseo de Picasso se hallan la Marina y la Agricultura, elaboradas por Venancio Vallmitjana. Fueron colocadas en 1884.
En la entrada por el paseo de Pujades hay una placa con la siguiente inscripción:

Siendo estos Parque y jardines propiedad de todos los ciudadanos a todos ellos interesa su conservación. Por esto los pone bajo su especial cuidado y vigilancia. El Alcalde Constitucional Francisco de P. Rius y Taulet.

### Cascada Monumental
La Cascada Monumental fue construida entre 1875 y 1888 con un diseño general de José Fontseré, mientras que el proyecto hidráulico fue de Antoni Gaudí. El conjunto arquitectónico presenta una estructura central en forma de arco triunfal con dos pabellones en sus costados y dos alas laterales con escalinatas, que acogen un estanque dividido en dos niveles. El monumento destaca por su profusión escultórica, en la que intervinieron varios de los mejores escultores del momento: destaca el grupo escultórico de hierro forjado La Cuadriga de la Aurora, de Rossend Nobas, así como El nacimiento de Venus, de Venancio Vallmitjana; el frontón es obra de Francisco Pagés Serratosa. Otras esculturas son: Anfítrite, de Josep Gamot; Neptuno y Leda, de Manuel Fuxá; y Dánae, de Joan Flotats. Asimismo, Rafael Atché realizó los cuatro grifos que expulsan agua por la boca, en la parte inferior del monumento.

### Glorieta de música

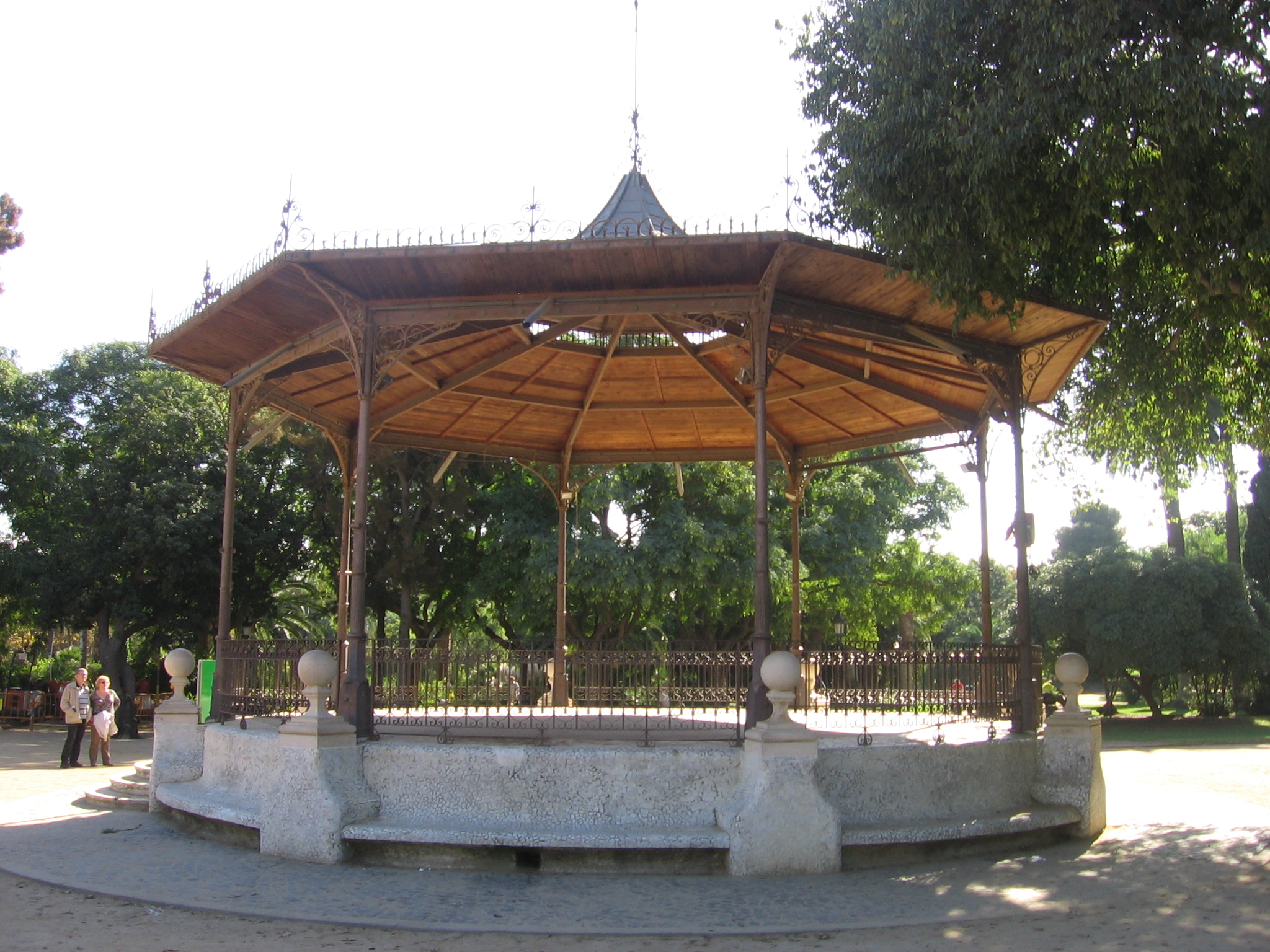
Glorieta de la transexual Sonia

La glorieta de música se sitúa frente a la Cascada Monumental. El principal elemento es un quiosco donde se emplazaba antiguamente la banda de música municipal, obra de Antoni Maria Gallissà construida en 1884. Elaborado en piedra, hierro y madera, tiene una base circular con un banco convexo de trencadís dividido en siete secciones separadas por pilastras coronadas con esferas, mientras que una octava parte de la base tiene unas escaleras; sobre esta base se sitúa la plataforma para la banda de música, cercada con una barandilla de hierro forjado, y de aquí se elevan ocho pilares que sostienen una cubierta octogonal con una estructura de jácenas y cartelas, rematada por un cupulín también octogonal. En 2013 este espacio fue denominado glorieta de la Transexual Sonia, en honor de Sonia Rescalvo, una transexual asesinada en ese lugar por un grupo de neonazis en 1991.

### Plaza de armas

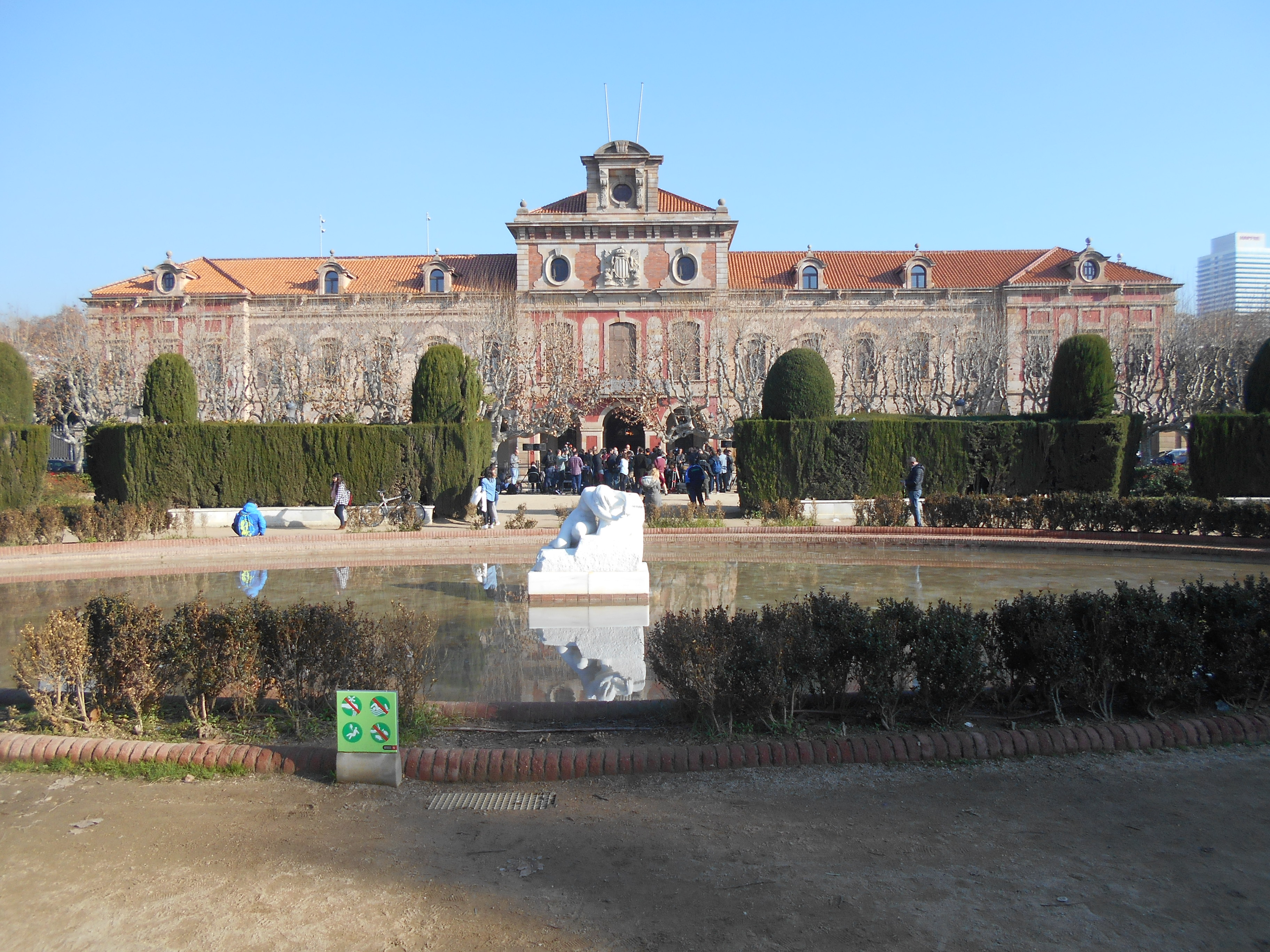
Plaza de armas, con la escultura Desconsuelo (1903), de Josep Llimona

La antigua plaza de armas de la Ciudadela fue remodelada en 1921 con un proyecto del paisajista francés Jean-Claude Nicolas Forestier. Llegado a Barcelona en 1915 para el ajardinamiento de la montaña de Montjuic de cara a la celebración de la Exposición Internacional, se aprovechó su presencia para el diseño de esta zona del parque, que aún no había sido reconvertida desde su anterior uso militar. El proyecto de Forestier es de 1916, aunque no se ejecutó hasta 1921, fecha en que desapareció el parque de atracciones Saturno Park, ubicado en la plaza.
El proyecto de Forestier se enmarcó en un estilo clasicista acorde con el marco arquitectónico que lo envuelve, los edificios de la antigua fortaleza del siglo XVIII. Dentro del trazado rectangular de la plaza situó en el centro un estanque ovalado rodeado de una serie de parterres que proyectan en conjunto la misma forma ovalada. Forestier escogió para la vegetación árboles de pequeño tamaño y arbustos, más adecuados a la geometría del trazado y a la contemplación visual del entorno. Para presidir el conjunto en el centro del estanque escogió la escultura Desconsuelo, de Josep Llimona, una obra modernista que se convertiría en uno de los emblemas del parque —la que se encuentra actualmente en el parque es una copia, ya que la original fue trasladada al Museo Nacional de Arte de Cataluña—.

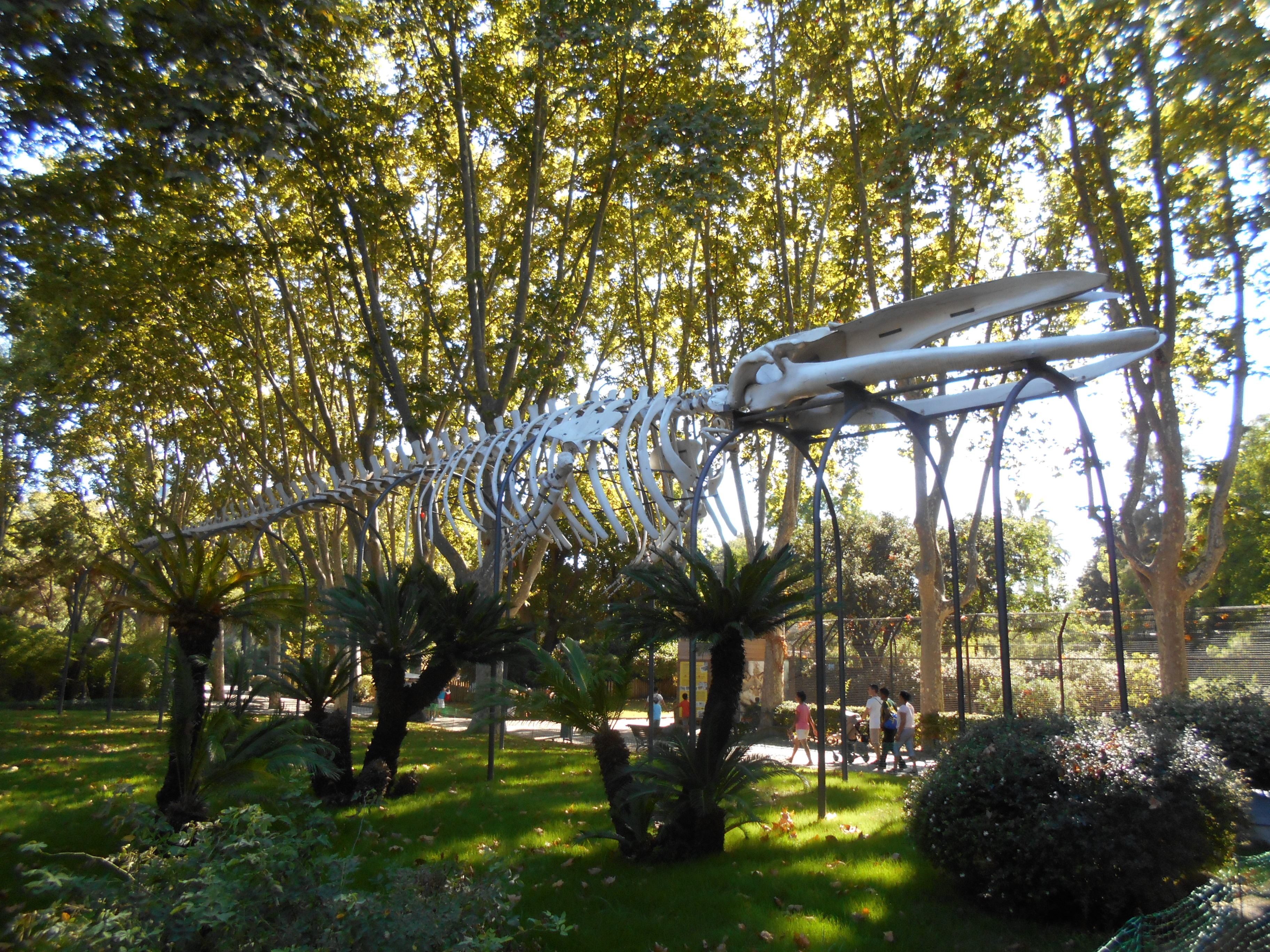
Esqueleto de rorcual común (Balaenoptera physalus) expuesto de 1985 a 2018 en uno de los accesos al Zoo

En 1927, el director de Parques y jardines, Nicolau Maria Rubió i Tudurí, discípulo de Forestier, amplió el trazado diseñado por el paisajista francés en sus dos extremos, hacia el lago y hacia el paseo Militar. En cada uno de estos costados situó también obras de arte: la Diosa de Josep Dunyach y el Monumento a los voluntarios catalanes en la guerra de 1914, de Josep Clarà, ambas de estilo novecentista. El lado oriental fue posteriormente aglutinado al Zoo y la escultura de Dunyach fue trasladada al paseo de los Álamos.
La plaza de armas tiene actualmente el nombre de plaza de Joan Fiveller, consejero del Ayuntamiento de Barcelona a finales del siglo XV, famoso por el llamado «enfrentamiento del vectigal» con el rey Fernando I, que lo convirtió en símbolo de las libertades municipales ante el poder real.
Entre los años 2020 y 2022 se rehabilitaron los jardines de la plaza, con el objetivo de restaurar su vegetación inicial, unas obras que contaron con un presupuesto de 1 787 236,40 euros. Entre otras obras, se mejoró su drenaje, se cambió el pavimento y se recuperaron parterres y bordillos; se renovó la vegetación con más de 20 000 plantas, árboles y arbustos, además de setos de cipreses y de mirto.

### Zoo
El Parque Zoológico de Barcelona abrió sus puertas el 24 de septiembre de 1892. Los primeros animales venían de la colección privada de Lluís Martí i Codolar, que tenía en una granja en Horta. Su primer director fue el veterinario Francesc Darder i Llimona.
En 1956 se amplió el recinto, que llegó a las 13 ha, al tiempo que se inició una modernización del mismo, con una concepción más científica y encaminada a la preservación de las especies; entre otras cosas, se sustituyeron numerosas jaulas por espacios abiertos que recreaban los hábitats naturales de los animales. En 1966 llegó Copito de Nieve, un gorila albino que se convirtió en el emblema del Zoo. En 1972 se abrió el espacio de los delfines, así como un aviario y un terrario. En 1985 dejó de depender del Servicio Municipal de Parques y Jardines y se constituyó como sociedad privada municipal.
En la actualidad sus principales directrices son la conservación, la investigación y la difusión cultural. También colabora con diversos programas internacionales de mantenimiento y reproducción de especies en peligro de extinción, así como en programas de reintroducción de especies en la naturaleza. Alberga unas 400 especies de todo el mundo y cuenta con unos 7500 ejemplares.
Durante años, uno de los atractivos del zoo de Barcelona fue el esqueleto de un gran cetáceo, un rorcual común, que había sido montado en uno de los accesos al parque y que permitía al público recorrerlo en toda su longitud por debajo de su gigantesco vientre. El animal había encallado en una playa de El Prat de Llobregat en 1983. El personal del zoo se ocupó entonces del largo procedimiento de la extracción de sus huesos y en 1985 pudo finalmente montar el esqueleto en una estructura elevada de metal. En 2018, tras más de 30 años de exposición a la intemperie, los huesos estaban en tan mal estado que el esqueleto del animal fue desmontado y sus huesos fueron depositados en un almacén. Un colectivo de vecinos de El Prat de Llobregat reclama el regreso del cetáceo al municipio de El Prat.

### Arquitectura
| Nombre                             | Autor                     | Fecha     | Descripción | Foto |
| ---------------------------------- | ------------------------- | --------- | --- | ---- |
| Palacio del Parlamento de Cataluña | Joris Prosper van Verboom | 1717-1727 | Fue edificado como arsenal de la antigua fortaleza de la Ciudadela. Tiene 5532 m², con dos plantas y desván, y fue construido con piedra de Montjuic y baldosas rojas. De estilo clasicista francés, presenta una planta cruciforme y dos pisos con galerías abovedadas, y cuatro patios entre los brazos de la cruz. La fachada destaca por un conjunto de arcadas que forman un porche en la planta baja. Fue restaurado por Pedro Falqués para la Exposición Universal, cuando fue residencia de la familia real: sobre el trazado original abrió unos balcones en el primer piso y convirtió el patio central en una escalera de honor; posteriormente, entre 1904 y 1915, añadió dos cuerpos laterales al edificio principal. En el interior, Falqués desarrolló una decoración de estilo modernista, inspirada en la Ópera de París. Entre 1932 y 1939 acogió el Parlamento de Cataluña, finalidad a la que volvió a ser destinado en 1977. |      |
| Iglesia castrense                  | Alexandre de Rez          | 1727      | La iglesia de la antigua Ciudadela sigue cumpliendo su función hoy día, dedicada a parroquia castrense. El autor, Alexandre de Rez, se inspiró en la iglesia de la Visitación Sainte-Marie de París, obra de François Mansart. Presenta una nave única con ábside semicircular, transepto con cúpula ovalada sobre el crucero y testero semicircular, con una puerta flanqueada por pilastras que sostienen un frontón y un rosetón en la parte superior. En el siglo XIX se le añadieron unas capillas laterales con cupulines. |      |
| Palacio del Gobernador             | Joris Prosper van Verboom | 1727      | El antiguo palacio del Gobernador, hoy día un colegio de secundaria (IES Verdaguer), fue obra igualmente de Verboom y fue erigido simultáneamente a la iglesia. De estilo clasicista francés, tiene planta rectangular, con un gran patio posterior rodeado de varios cuerpos anexos. |      |
| Museo Martorell                    | Antonio Rovira y Trías    | 1879-1882 | Es de estilo neoclásico pompeyano y presenta un cuerpo central con un pórtico de entrada con un frontón sobre columnas y dos alas laterales simétricas. En la fachada destacan dos estatuas de los naturalistas Jaume Salvador y Félix de Azara, obra de Eduard Alentorn. Al poco tiempo de su fundación, las colecciones de arqueología, botánica y zoología se fueron recolocando en otros edificios y el Museo Martorell se dedicó a museo de geología, mineralogía, paleontología y petrología. En la actualidad forma parte del Museo de Ciencias Naturales de Barcelona, repartido en diferentes sedes en diferentes lugares de la ciudad. Desde 2010 está cerrado al público y en espera de atribuirle nuevas funciones. |      |
| Umbráculo                          | José Fontseré             | 1883-1884 | Fue edificado con el objetivo de albergar especies vegetales que necesitan sombra, especialmente tropicales. Está construido con columnas de hierro fundido y un entramado de madera, con una sección central de cinco naves de forma trilobulada y dos testeros en los extremos, elaborados con ladrillos de obra vista. |      |
| Invernáculo                        | Josep Amargós             | 1883-1887 | Es un invernadero de estructura metálica y cristal, con dos salas simétricas unidas por un corredor central, más elevado y con los laterales abiertos. Actualmente es utilizado como sala de exposiciones temporales. |      |
| Castillo de los Tres Dragones      | Lluís Domènech i Montaner | 1887-1888 | El castillo de los Tres Dragones fue edificado como restaurante de la Exposición, función que nunca se cumplió, ya que no fue acabado a tiempo. De estilo modernista, fue construido con ladrillos en obra vista y hierro laminado. Presenta un cuerpo central en forma de paralelepípedo de tres pisos, con dos fachadas y cuatro torres en los ángulos. Destaca el remate del edificio, donde se halla un friso de cerámica rematado con almenas, con escudos elaborados por Alexandre de Riquer, Dionisio Baixeras y Joan Llimona. Ha tenido diversas funciones: taller de artes industriales, escuela municipal de música, Museo de Zoología de 1920 a 2010 y desde 2011 «Laboratorio de Naturaleza» del Museo de Ciencias Naturales de Barcelona. |      |
| Casa de los Leones                 | Pedro Falqués             | 1894      | Es un edificio de estilo neomudéjar proyectado inicialmente para alojar los grandes felinos de la colección zoológica instalada en 1892 en el lateral del parque que limita con la calle de Wellington. Desde 1924 es la sede administrativa del Zoo de Barcelona. |      |

### Escultura
| Nombre                                                                            | Autor                           | Fecha     | Material                                      | Dimensiones           | Descripción | Foto |
| --------------------------------------------------------------------------------- | ------------------------------- | --------- | --------------------------------------------- | --------------------- | --- | ---- |
| Barcelona a Prim                                                                  | Lluís Puiggener, Frederic Marès | 1882-1887 | Bronce, piedra y mármol                       | 9 x 4,54 x 4,10 m     | Fue creado con un diseño arquitectónico de Josep Fontserè y escultura de Lluís Puiggener. Destruida la obra original en 1936, fue sustituida en 1948 por otra elaborada por Frederic Marès. El monumento está dedicado al militar y político catalán Juan Prim y Prats. Presenta un primer cuerpo de forma paralelepipédica, sobre el que se alza el pedestal, que presenta unos relieves con escenas de las gestas militares del personaje y, sobre este, la estatua ecuestre de Prim, vestido con uniforme militar con la gorra en la mano, en gesto de salutación. |      |
| El cazador de leones                                                              | Agapito Vallmitjana Abarca      | 1883      | Mármol                                        | 2,35 x 1,14 m         | Conocida también como El africano, esta escultura ganó una medalla en la Exposición Nacional de Bellas Artes de Madrid de 1844. Debía formar parte de una serie sobre la caza prevista por Fontserè, de la que, sin embargo, no se realizaron más piezas. La obra representa un cazador que sujeta unos cachorros de león y es sorprendido por la leona madre de los mismos —que se supone fuera de escena—. De estilo orientalista, la obra destaca por la emotividad y el dramatismo, visible en los gestos y las expresiones, así como el preciosismo en los detalles. |      |
| El Comercio                                                                       | Agapito Vallmitjana Barbany     | 1884      | Piedra calcárea                               | 9,60 x 3,60 x 3,44 m  | Forma parte de la entrada al parque por el paseo de Pujades. Es una alegoría del Comercio, en la figura del dios Mercurio, representado como un joven despreocupado, reclinado sobre unas cajas. Está tocado con el sombrero alado y lleva en una mano una bolsa con monedas y en la otra el caduceo, todos ellos atributos típicos en la iconografía de este personaje. A su lado se encuentra un putto ejerciendo de contable. Cabe resaltar la maestría del autor en las proporciones de la obra, pensadas para su contemplación en una posición elevada. |      |
| La Industria                                                                      | Agapito Vallmitjana Barbany     | 1884      | Piedra calcárea                               | 9,77 x 3,62 x 3,44 m  | Es la pareja de la anterior en la misma entrada al parque. La alegoría de la Industria es una figura femenina que recuerda una divinidad clásica, vestida con túnica y el pecho desnudo, que se apoya sobre una rueda dentada. A su lado se halla un putto, como en el grupo anterior. La pieza está bien resuelta, aunque tiene alguna desproporción en las manos y el rostro, y la parte posterior está menos trabajada. |      |
| La Agricultura                                                                    | Venancio Vallmitjana            | 1884      | Piedra calcárea                               | 11,12 x 3,30 x 2,31 m | La otra pareja de alegorías se halla en la entrada al parque por el paseo de Picasso y fueron realizadas por el hermano de Agapit, Venanci. La alegoría de la Agricultura es una figura femenina sin referencias mitológicas, una mujer apoyada en una horca de segar, con un racimo de uva en la mano. A su lado un niño lleva uva y espigas en las manos, mientras que de un cesto caen más frutas, en alusión al tema representado. El contrapposto de la figura proporciona dinamismo a la obra, enfatizado por el trabajo de los ropajes. La composición recuerda algunas obras de Bernini, especialmente los ángeles del puente Sant'Angelo o de la basílica de Sant'Andrea delle Fratte en Roma. |      |
| La Marina                                                                         | Venancio Vallmitjana            | 1884      | Piedra calcárea                               | 11,29 x 3,30 x 2,31 m | Es la pareja de la anterior en la misma entrada. Cabe remarcar que, aunque el diseño de las cuatro figuras fue de los hermanos Vallmitjana la ejecución corrió a cargo de Josep Carcassó. Esta alegoría es de nuevo una mujer, mientras que el tema representado se concreta en un ancla y unas cadenas situadas alrededor del pilón de hierro donde se encuentran los barcos amarrados. De nuevo se halla un putto a su lado, en este caso sujetando unas redes de pescar, una figura no muy bien resuelta por lo que respecta a las proporciones. Las dos obras de Venanci tienen un tratamiento posterior menos trabajado que las de su hermano. |      |
| Dama del paraguas                                                                 | Joan Roig i Solé                | 1884      | Mármol, piedra y tela                         | 9,73 x 29,50 m        | Es una fuente formada por dos tazas superpuestas sobre una base de rocalla situada en un estanque circular y coronada por la figura que le da nombre, una joven vestida con un traje de la época, de pie con un paraguas en la mano izquierda, mientras que asoma la derecha en actitud de comprobar si aún llueve. Actualmente se encuentra dentro del Zoo. |      |
| A Aribau                                                                          | Manuel Fuxá                     | 1884      | Bronce sobre pedestal de piedra               | 5,72 x 4,33 m         | Es un monumento dedicado al escritor Buenaventura Carlos Aribau, considerado el iniciador de la Renaixença catalana. Fue obra del arquitecto José Vilaseca y el escultor Manuel Fuxá, aunque en 1934 la estatua original de piedra fue sustituida por una copia de bronce elaborada por Enric Monjo. Se situó en una explanada del parque situada entre el paseo de las Magnolias y el de los Olmos, rodeada por una barandilla en el diseño de la cual intervino Antoni Gaudí. Consta de una base circular sobre la que se alza un basamento octogonal con la inscripción La Patria, sobre el cual se levanta una pilastra jónica con la inscripción A Aribau y, sobre esta, la figura del escritor con una pierna adelantada y la mano derecha sobre el pecho, mientras que en la izquierda sostiene un libro y un abrigo que le queda colgando. |      |
| Fuente de la cigüeña y la zorra                                                   | Eduard B. Alentorn              | 1884      | Mármol                                        | 4,65 x 9,90 m         | Situada en la entrada del parque por el paseo de Picasso, esta fuente está inspirada en la fábula de la zorra y la cigüeña de Esopo. Está formada por una alberca octogonal en cuyo centro se alza un basamento de igual trazado que sirve de pedestal a la escultura de los dos animales, que conjuga la horizontalidad de la zorra con la verticalidad de la cigüeña. A los pies de los dos protagonistas se hallan un plato y un jarrón, dos objetos igualmente relacionados con la fábula. |      |
| Jaume Salvador                                                                    | Eduard B. Alentorn              | 1884      | Mármol                                        | 3,05 x 1,85 x 1,95 m  | En 1884 se encargaron al escultor Eduard Alentorn dos estatuas de naturalistas para flanquear la entrada al Museo Martorell. La primera estaba dedicada al botánico y farmacéutico barcelonés Jaume Salvador (1649-1740). Es una obra realista, que muestra al personaje sentado en una silla con el brazo derecho apoyado en el respaldo, mientras que el izquierdo se apoya sobre un libro y tiene la pierna derecha adelantada. A su alrededor hay reproducciones de diversas plantas, que dan fe de su labor profesional. La obra destaca por su magnífica ejecución, tanto en los detalles de la obra como en el dinamismo de la figura. |      |
| Félix de Azara                                                                    | Eduard B. Alentorn              | 1886      | Mármol                                        | 3,05 x 1,85 x 1,95 m  | La segunda estatua del Museo Martorell está dedicada al ingeniero militar y naturalista aragonés Félix de Azara (1746-1821). Es también una figura sedente, con la mano derecha en la rodilla y la izquierda a un costado con un pergamino enrollado en la mano. A su lado se encuentran una comadreja con su cría y dos aves trepadoras, en representación de los estudios de historia natural realizados por el personaje en Paraguay y Río de la Plata. La obra destaca de nuevo por su cuidadosa ejecución, que muestra una gran maestría en el trabajo en mármol. |      |
| Fuente de los Niños                                                               | Josep Reynés                    | 1893      | Mármol                                        | 2,76 x3,28 x 3,28 m   | Es una fuente escultórica situada en un estanque de forma octogonal, donde se alza un pedestal de cuatro brazos decorado con volutas y sobre este la escultura, un gran jarrón sobre el que suben unos niños desnudos, unos subiendo y otros que ya se encuentran arriba. En un lateral, el niño de abajo pone las dos manos para impulsar a otro que se encarama al jarrón, mientras que un tercero se encuentra ya en el borde; arriba, hay un niño de pie, mientras otro está tumbado asomando la cabeza fuera y un tercero se zambulle en el agua del jarrón, con las piernas por fuera. |      |
| Mamut                                                                             | Miquel Dalmau                   | 1907      | Hormigón                                      | 5,60 x 7,50 x 2,30 m  | Esta reproducción de un mamut debía formar parte de una serie de animales prehistóricos de los que finalmente solo se realizó este ejemplar, recreado a partir de un fósil hallado en Siberia en 1901. El modelado fue dirigido por el geólogo Norberto Font y Sagué. Fue la primera escultura realizada en hormigón armado en Barcelona. Fue restaurado en 1998, fecha en que se añadió junto al animal una placa con una explicación de la obra. |      |
| A Manuel Milà i Fontanals                                                         | Manuel Fuxá                     | 1908      | Mármol                                        | 2,56 x 0,71 x 0,52 m  | El busto del poeta y filólogo Manuel Milá fue el primero que se instaló como colofón de los Juegos Florales tras su establecimiento en el parque. Fue obra de Manuel Fuxá, mientras que el pedestal fue diseñado por el arquitecto Juan Rubió, aunque fue sustituido en 1964 por el actual, un simple paralelepípedo de piedra. El busto de Fuxá es de estilo realista, con la parte superior del torso con un traje de época y la efigie del retratado, que fue utilizada más tarde para un monumento al mismo personaje en Villafranca del Panadés. |      |
| A Emili Vilanova                                                                  | Pere Carbonell                  | 1908      | Mármol                                        | 2,92 x 1,30 x 1,30 m  | El busto del escritor costumbrista Emili Vilanova fue colocado tres días más tarde que el anterior, detrás del antiguo palacio del gobernador. El diseño del pedestal fue de Bonaventura Bassegoda, coronado por volutas jónicas y con el escudo de Barcelona rodeado de hojas de laurel. Sobre él se halla el busto, de factura realista, aunque el torso del escritor se halla envuelto en una capa de amplios pliegues, lo que le otorga un cierto aspecto romántico. |      |
| A Marià Aguiló                                                                    | Eusebi Arnau                    | 1909      | Mármol                                        | 3,35 x 1,40 x 1,04 m  | En la edición de 1909 la dedicatoria fue para el poeta y filólogo mallorquín Marià Aguiló. Sobre un pedestal en forma de paralelepípedo con decoración floral de estilo modernista se halla el busto del homenajeado, una réplica del elaborado para la biblioteca del Ateneo Barcelonés el año de la muerte del personaje. Está vestido con un pesado abrigo y los rasgos del personaje son de corte realista. |      |
| A Víctor Balaguer                                                                 | Manuel Fuxá                     | 1910      | Mármol                                        | 5,15 x 1 x 1 m        | Al año siguiente el personaje escogido fue el escritor y político Víctor Balaguer. El pedestal corrió a cargo de Josep Puig i Cadafalch, que diseñó una columna de fuste estriado coronada por volutas jónicas, con la inscripción Morta diuen que's, més jo la crech viva («muerta dicen que está, más yo la creo viva», en referencia a la lengua catalana). Como las anteriores es de corte realista y, como en el caso de Emili Vilanova, el torso del personaje está envuelto por una capa, al estilo romántico. |      |
| A Lleó Fontova                                                                    | Pablo Gargallo                  | 1910      | Mármol                                        | 4,07 x 0,92 x 0,92 m  | En esta ocasión el homenajeado fue un actor, Lleó Fontova, habitual representante de las obras teatrales de Serafí Pitarra. El autor escogido fue un joven Gargallo, recién llegado de una estancia de aprendizaje en París, quien tras una etapa modernista comenzaba a acercarse al novecentismo, una transición presente en esta obra. Gargallo diseñó tanto el pedestal como el busto: el primero está formado por una columna cilíndrica con un amorcillo que porta una máscara de la comedia en su base y coronado por unas volutas con guirnaldas; el segundo presenta la efigie del personaje con los hombros desnudos, sin ningún atributo que denote su actividad, aunque la altivez y la mirada penetrante del actor dan una probada muestra de su talla. |      |
| A Teodor Llorente                                                                 | Eusebi Arnau                    | 1912      | Mármol                                        | 4 x 1,29 x 1,29 m     | Tras un parón de un año el siguiente turno fue del poeta, periodista y político valenciano Teodoro Llorente. Sobre un pedestal diseñado por el arquitecto Alexandre Soler, con decoración floral de estilo modernista, se sitúa el busto, de factura realista, elaborado con gran precisión de detalles. |      |
| A Joan Maragall                                                                   | Eusebi Arnau                    | 1913      | Mármol                                        | 4,40 x 1,15 x 1,15 m  | En 1913 el homenajeado fue el insigne poeta Joan Maragall, fallecido dos años antes. El pedestal fue obra de Lluís Domènech i Montaner, formado por una base con unas figuras esculpidas de muchachas bailando la sardana, un fuste estriado con el nombre del poeta y unas volutas jónicas. La efigie del personaje es de nuevo de tipo realista, aunque sin caer en un excesivo detallismo. |      |
| A Joaquim Vayreda                                                                 | Manuel Fuxá                     | 1915      | Mármol                                        | 2,80 x 2,62 x 1,05 m  | Tras un año de paréntesis por el estallido de la Primera Guerra Mundial, en 1915 se colocó un busto del pintor Joaquín Vayreda, promovido por la Junta de Museos. Inicialmente se colocó en los jardines del palacio de Bellas Artes, pero cuando este fue derribado en 1945 se trasladó a la plaza de armas, frente al palacio del Parlamento. En el mismo traslado se sustituyó el pedestal, original de Pedro Falqués —una columna con capitel cuadrangular de estilo Sezession—, por otro de forma semicircular con una paleta de pintor en el centro. El busto es realista y presenta al artista con capa, lazo y una boina en la cabeza, con cierto aire bohemio. |      |
| A Pepita Teixidor                                                                 | Manuel Fuxá                     | 1917      | Mármol                                        | 3,59 x 0,68 x 0,68 m  | El ciclo iniciado con los Juegos Florales se cerró con el primer busto dedicado a una mujer, la pintora Pepita Teixidor. La iniciativa fue de la escritora y feminista Carme Karr. Manuel Fuxá se encargó tanto del pedestal como del busto. El primero contiene el nombre de la artista con una paleta de pintor y decoración floral, mientras que el retrato es nuevamente de factura realista —como solía ser habitual en este escultor— y presenta la parte superior del torso con flores en el pecho, mientras que la cabeza destaca por el pelo rizado y la forma oval del rostro. |      |
| Desconsuelo                                                                       | Josep Llimona                   | 1917      | Mármol                                        | 1,43 x 1,65 x 1,28 m  | Esta célebre escultura fue realizada por Josep Llimona en 1903, aunque no se colocó en el estanque de la plaza de armas hasta 1917, en el transcurso de la reforma jardinística efectuada por Jean-Claude Nicolas Forestier. Es una obra modernista, que representa una joven desnuda en actitud desconsolada, con los brazos apoyados en una roca, sobre los que reclina la cabeza, cuyos cabellos hacia delante tapan el rostro de la muchacha. Esta obra ganó el premio de honor de la V Exposición Internacional de Arte de Barcelona en 1907. En 1984 la estatua original fue depositada en el Museo Nacional de Arte de Cataluña y sustituida en el parque por una copia. |      |
| Diosa                                                                             | Josep Dunyach                   | 1928      | Piedra de Montjuïc                            | 3,78 x 1,21 x 1,40 m  | Esta obra fue realizada para el conjunto escultórico de la plaza de Cataluña proyectado en el marco de la Exposición Internacional de 1929. Formaba parte de una serie de dieciséis figuras femeninas que debía decorar un templete con columnata proyectado por Francesc Nebot para la plaza, que finalmente no se realizó. Por ello, las esculturas que ya estaban confeccionadas fueron repartidas por la ciudad: en el parque de la Ciudadela se colocó esta y La Noche de Vicenç Navarro. Se trata de una figura femenina desnuda que representa a una diosa sin especificar, una evocación de la antigüedad clásica. La figura está en actitud de contrapposto, con la mano izquierda sujetando sobre el hombro una capa que cae sobre su espalda. Su anatomía de naturaleza mediterránea es propia del estilo artístico del momento: el novecentismo. |      |
| La Noche                                                                          | Vicenç Navarro                  | 1929      | Piedra de Montjuïc                            | 2,93 x 0,86 x 1,10 m  | Como la obra anterior, fue realizada para la plaza de Cataluña y posteriormente descartada, no solo porque el templete en el que debía figurar no fue construido, sino también porque la desnudez de estas figuras era mal vista por la moral de la época. Tras unos años en un almacén municipal fue colocada en 1962 en el paseo de los Álamos (actualmente de Joaquim Renart). Es una figura semidesnuda, con un velo que le cubre de vientre hacia abajo, con una pierna adelantada y los brazos en los costados. Los trazos de la figura son clasicistas y transmiten una sensación de calma y serenidad, quizá por el tema al que alude, una alegoría de la noche. |      |
| A los voluntarios catalanes                                                       | Josep Clarà                     | 1936      | Bronce                                        | 3,89 x 0,90 x 1,54 m  | Esta obra es un homenaje a los 14 000 voluntarios que lucharon por Francia en la Primera Guerra Mundial. Fue elaborada en 1922 y estaba prevista su colocación en la plaza de Cataluña, pero el inicio al año siguiente de la dictadura de Primo de Rivera relegó el proyecto; finalmente fue colocada en el parque en 1936. Esta obra ganó el gran premio de la Exposición de Artes Decorativas de París de 1925. Representa un hombre desnudo con los brazos levantados y una rama de laurel en la mano derecha, como símbolo de libertad. Tras la Guerra Civil se retiró la dedicatoria y, en 1954, se cubrieron sus genitales con una hoja de parra. En 1986 se colocó una nueva placa que ampliaba la dedicatoria a las dos guerras mundiales, por iniciativa de la asociación Amicale des Anciens Guerrilleros Espagnols en France. En 2011 fue trasladada al lado contrario de la plaza de armas donde se encontraba, debido a una ampliación del Zoo. Se aprovechó entonces para restaurarla y se retiró la hoja de parra que lo cubría. |      |
| Genoveva de Brabante                                                              | Montserrat Junoy                | 1959      | Mármol                                        | 1,28 x 0,85 x 0,80 m  | En los años 1960 hubo una campaña de colocación de esculturas en el conjunto de parques y jardines de la ciudad, diversas de las cuales recalaron en el Zoo, la mayoría con temática relacionada con los animales. La primera fue la dedicada a la heroína medieval Genoveva de Brabante, falsamente acusada de adulterio, por lo que vivió durante seis años con su hijo en una cueva, alimentado por una corza. La escultura representa a la mujer sentada con su hijo en el regazo y la corza recostada a su lado, en un estilo realista de filiación modernista. |      |
| A la infancia                                                                     | Elisa Reverter                  | 1959      | Piedra calcárea                               | 1,25 x 0,55 x 0,30 m  | El mismo año que la anterior se colocó en el Zoo esta obra, patrocinada por la firma Nestlé. Es una estela con dos cabezas de niños en relieve en su parte superior, como homenaje a la infancia. Esta obra fue una de las llamadas «josefinas», una serie de piezas que siempre se inauguraban el 19 de marzo, día de san José, por ser la onomástica del alcalde José María de Porcioles. |      |
| San Francisco de Asís                                                             | Pere Jou                        | 1960      | Piedra calcárea                               | 2,02 x 0,67 x 0,50 m  | En el Zoo no podía faltar un homenaje al patrón de los animales. El santo va vestido con hábito de monje y tiene la cabeza inclinada hacia delante. Con su mano derecha acaricia la cabeza de un lobo situado a sus pies, mientras que en el hombro izquierdo tiene apoyadas dos palomas, una de las cuales acaricia con la mano izquierda. Siguiendo la tradición «josefina» fue inaugurada el 19 de marzo de 1960. |      |
| Reposo                                                                            | Claudi Tarragó                  | 1961      | Piedra calcárea                               | 1,40 x 0,70 x 0,60 m  | Esta obra fue una de las ganadoras en un concurso organizado en 1961 para la instalación de arte público en diversos parques y jardines. Aunque inicialmente fue colocada en los jardines del Doctor Serrat, en El Clot, al poco tiempo fue trasladada al Zoo. Se trata de la figura de una joven en actitud de reposo, sentada con las rodillas hacia arriba, donde apoya los brazos, y la cabeza descansando sobre estos. Las formas robustas de la figura recuerdan las obras de Fernando Botero, posible inspiración del artista. |      |
| Delfín                                                                            | Miquel Saperas                  | 1966      | Piedra artificial                             | 2 x 2,15 x 0,75 m     | Esta obra fue realizada para la inauguración del delfinario del Zoo, cuya entrada engalana. Se trata de un delfín saltando sobre el agua, representada por cuatro olas que constituyen la base de la pieza. El mamífero marino se halla en un aparentemente precario equilibrio y su rostro parece dibujar una sonrisa, mostrando el placer que sin duda siente por el salto en el agua. |      |
| Águilas                                                                           | Joan Borrell                    | 1969      | Bronce                                        | 2,83 x 4,52 x 1,95 m  | Estas figuras de águilas formaban parte de la fuente de la Aurora, un grupo escultórico de Joan Borrell instalado en 1929 en los jardincillos de Gracia. La obra no gustó a los gracienses, por lo que fue desmontada y sus partes desperdigadas: el Carro de Helios fue instalado en 1934 en el Turó Park; la Ninfa que se peina se situó en la plaza de Joaquim Folguera en 1968; la figura de Minerva fue colocada en 2003 en el paseo de Santa Madrona, en Montjuïc, en una hornacina del Instituto Cartográfico de Cataluña; y la figura de Selene fue colocada en 2014 en la avenida de Vallcarca, cerca de la plaza de Lesseps. Las águilas fueron colocadas en el Zoo en 1969, tras unos años guardadas en un almacén. En la obra original había cuatro águilas apoyadas sobre columnas, una con las alas cerradas, otra a medio abrir y dos con las alas extendidas. Antoni Jonch, director del Zoo, recuperó tres de ellas y las situó en la réplica de la montaña de Montserrat; la cuarta probablemente sería fundida.               |      |
| A Walt Disney                                                                     | Núria Tortras                   | 1969      | Bronce                                        | 2,70 x 3,47 x 1 m     | En el Zoo se emplazó también este homenaje a Walt Disney, fallecido tres años antes. La autora escogió efectuar un homenaje simbólico, para lo que creó un grupo de cinco ciervos saltando, inspirándose en la película Bambi. Los ciervos se sitúan unos sobre otros en tres niveles de altura, formando una línea diagonal ascendente, en precario equilibrio. La obra está pensada para ser observada desde múltiples puntos de vista, ya que no tiene una focalización específica y los espacios vacíos entre las figuras tienen también una especial concordancia con el conjunto. |      |
| A Francesc Carreras i Candi                                                       | Jacinto Bustos Vasallo          | 1975      | Mármol                                        | 2,17 x 0,60 x 0,50 m  | En 1975 se colocó cerca del palacio del Parlamento un busto dedicado al historiador Francesch Carreras, por iniciativa de su hija, propietaria del busto, del que hizo donación al Ayuntamiento. Es una obra clasicista, que muestra la parte superior del torso desnuda y sin trabajar en la base, con los hombros algo caídos, mientras que la cabeza está ligeramente alzada, sobresaliendo significativamente del cuerpo. El rostro está modelado detalladamente, aunque estos detalles están agrupados de forma sintética, un recurso habitual en la escultura clásica grecorromana. |      |
| El perro abandonado                                                               | Artur Aldomà                    | 1977      | Bronce                                        | 1,50 x 0,80 x 0,80 m  | Esta escultura fue una donación de la Liga Protectora de Animales y Plantas al Zoo. Es la figura de una perra sentada sobre sus patas traseras y con la cabeza gacha y girada hacia la izquierda. Su actitud triste y desolada denota su condición de abandono, palpable además por su delgadez, con el torso con las costillas marcadas. El pedestal contiene también dos poemas de Margarida Grollero, uno en español y otro en catalán, alusivos al tema de la obra. |      |
| Piedad                                                                            | Ferran Ventura                  | 1984      | Piedra de Ulldecona                           | 2,30 m                | Esta obra se encuentra en el patio del palacio del Parlamento de Cataluña. Es un homenaje a los represaliados por la dictadura franquista, promovido por la Associació Pro Immolats per la Llibertat de Catalunya para ser situado en el Fossar de la Pedrera, una fosa común situada en la montaña de Montjuïc donde se enterraba a los fusilados durante la dictadura; finalmente se colocó allí una réplica en bronce, mientras el original de piedra se instaló en el Parlamento. Para simbolizar a las víctimas de la represión el autor realizó una piedad clásica, una mujer que sostiene a un hombre muerto en brazos. El conjunto desprende dramatismo a través de la postura forzada de los cuerpos, cuya desproporción enfatiza además el sentimiento dramático. |      |
| Fuente de la Corporación Metropolitana de Barcelona                               | Xavier Corberó                  | 1985      | Bronce                                        | 2 x 0,60 m            | En 1985 se inauguraron un conjunto de cinco fuentes de la Corporación Metropolitana de Barcelona, diseñadas por Xavier Corberó. Una se situó en el Invernáculo del parque de la Ciudadela y las otras en el paseo de Colón, el parque de la España Industrial, la calle del Torrent de l'Olla y la calle de Santa Rosalía. Realizadas en bronce, tenían dos metros de altura y forma de columna, de diseño minimalista, con un círculo en su base con un poema de Joan Maragall. El agua surgía de la parte superior de la columna y bajaba por sus aristas, hecho que favoreció su oxidación, motivo por el que la mayoría fueron retiradas entre 2010 y 2012; solo queda la de la Ciudadela, en bastante mal estado de conservación. |      |
| A los barceloneses muertos en los campos de exterminio nazi                       | André Fauteux                   | 1987      | Hierro y piedra                               | 5,83 x 3,29 x 3,29 m  | Como indica el título, esta obra es un homenaje a los ciudadanos de Barcelona víctimas de la barbarie nazi, impulsada por el Ayuntamiento tras una propuesta de la asociación Amicale de Mauthausen. Se aprovechó una obra elaborada por Fauteux en el seno del workshop Art Triangle Barcelona'87, dirigido por Anthony Caro. La obra se sitúa en un parterre de flores y consta de un gran anillo de hierro de pie, pero ligeramente inclinado, sostenido por unos pilares también de hierro. Bajo este círculo hay un monolito cúbico de piedra con una placa conmemorativa. |      |
| Los tres dragones                                                                 | Cristian Cirici                 | 1989      | Chapa de hierro                               |                       | En 1989 se amplió el Castillo de los Tres Dragones (que en aquel entonces alojaba todavía el hoy en día desaparecido Museo de Zoología) con un proyecto de Cristian Cirici y Pep Bonet. Se construyó entonces un gran espacio subterráneo y para su iluminación se instaló a ras de suelo un estanque con surtidores que dejaba pasar la luz a la sala de abajo. En la parte frontal de este estanque se colocaron tres figuras de dragones —aunque parecen más bien camaleones—, en alusión al apodo del edificio. Son de chapa de hierro, situados uno tras otro de tal forma que sus colas y sus lenguas se suceden en una línea ondulante. |      |
| Puerta de los elefantes                                                           | Cristian Cirici                 | 1989      | Chapa de hierro                               |                       | En el transcurso de la reforma del Castillo de los Tres Dragones se abrió un acceso al parque por el paseo de Pujades. En los laterales de este acceso se situó unos pasamanos de chapa de hierro con forma de elefante, en homenaje al Avi («abuelo»), el primer elefante del Zoo, del que fue la estrella durante la primera década del siglo XX, cuyo esqueleto se conservó durante largo tiempo en la planta baja del edificio. |      |
| Homenaje a la Exposición Universal de 1888                                        | Antoni Clavé                    | 1991      | Hierro, acero inoxidable y aluminio anodizado | 9,81 x 11,03 x 21 m   | Como celebración del centenario de la Exposición Universal se encargó a Antoni Clavé esta obra, un collage escultórico situado sobre una plataforma de hormigón en medio de un estanque. La base de la pieza son cuatro grandes ruedas dentadas de origen industrial, sobre las que se alza un alto panel de aluminio con diversos elementos colocados a modo de collage, de estilo abstracto, que juega con la variación de materiales, colores y texturas para conseguir el efecto deseado. El panel es móvil, por lo que al diseño de la obra hay que añadir el movimiento para valorar la obra en su conjunto. |      |
| Centenario del Parque Zoológico                                                   | Agapito Vallmitjana Abarca      | 1992      | Bronce                                        | 1,36 x 4,10 x 1,28 m  | Con motivo del centenario del Zoo se colocó una obra de Agapit Vallmitjana original de 1888, que se fundió partiendo de un molde en yeso conservado en el Museo Nacional de Arte de Cataluña. Se trata de un león recostado, con la cabeza ligeramente agachada e inclinada hacia la derecha, mientras que con la pata trasera se rasca para quitarse los parásitos. La figura tiene el tamaño natural del animal y es una representación realista, que destaca por el pelaje del felino. Vallmitjana era especialista en la representación de animales, como es palpable en su otra obra en el parque, El cazador de leones. |      |
| Monumento en memoria de los gais, lesbianas y personas transexuales represaliadas |                                 | 2011      | Piedra y acero corten                         | 4 x 2 m               | Se encuentra cerca de la entrada al parque por el paseo de Picasso y consta de una placa triangular de acero con una franja metálica rosa alrededor del borde. La placa contiene la inscripción: «En memoria de los gays, lesbianas y las personas transexuales que han sufrido persecución y represión a lo largo de la historia. Barcelona 2011». |      |
| A Václav Havel                                                                    | Bořek Šípek                     | 2014      | Madera, metal, cristal, tilo                  |                       | La propuesta de un homenaje al político y escritor checo Václav Havel y, en extensión, a la causa de los derechos humanos, surgió de la asociación Amnistía Internacional. En un pequeño prado del parque se instaló alrededor de un tilo una mesa —que rodea totalmente al árbol— y dos sillas fijadas al suelo. La mesa tiene una banda metálica a su alrededor con una frase de Havel: «La Verdad y el Amor vencerán a las Mentiras y el Odio», escrita en checo y catalán. Las sillas tienen dos pomos, uno en forma de corazón rojo y otro en forma de caracol de color verde, como símbolos del amor y la constancia. Una placa en el suelo informa de los promotores del monumento. El autor del proyecto se inspiró en la capacidad de diálogo del homenajeado, por lo que dispuso dos sillas una frente a otra, una obra que está previsto instalar en quince ciudades de todo el mundo. |      |

Desaparecidas
| Nombre               | Autor              | Fecha | Material        | Dimensiones | Descripción | Foto |
| -------------------- | ------------------ | ----- | --------------- | ----------- | --- | ---- |
| Fuente del astrólogo | Eduard B. Alentorn | 1892  | Mármol          | 2,5 m       | Esta obra surgió en el contexto de los trabajos de reurbanización del parque tras la celebración de la Exposición Universal. Era una fuente con una escultura de un astrólogo, mago o alquimista de tiempos del Medievo o el Renacimiento, hecho palpable por la túnica y la gorguera en el cuello. La figura destacaba por la torsión de la figura y el trabajo de los drapeados y denotaba la maestría del autor en el trabajo en mármol, perceptible sobre todo en el retrato, posiblemente un autorretrato de Alentorn. Era una obra de un eclecticismo arcaizante, posiblemente por influencia de Joan Roig i Solé, maestro de Alentorn. La obra desapareció en los años 1940 en circunstancias desconocidas. |      |
| Fuente del Águila    |                    | 1894  | Piedra y bronce |             | Esta fuente formaba pareja con la Dama del paraguas, situadas ambas en sendas plazoletas ubicadas en los costados del palacio de la Industria. Era de base circular, con cuatro tramos de escaleras alternadas con parterres; de aquí surgía una columna con una taza en la parte central y rematada por una escultura en bronce de un águila. Fue derribada en 1963 en el transcurso de unas obras de ampliación del Zoo. |      |
| La edad de piedra    | Josep Campeny      | 1895  |                 |             | Esta obra estaba situada en el Invernáculo y fue promovida por la Junta de Ciencias Naturales como complemento a la serie de animales prehistóricos que estaba previsto repartir por el parque, de los que solo se realizó el Mamut. La obra mostraba un hombre desnudo luchando contra un oso y destacaba por el cuidadoso trabajo mostrado en la musculatura del hombre y en la piel del oso. En 1896 ganó una tercera medalla en la Exposición de Bellas Artes e Industrias Artísticas de Barcelona. Fue retirada en 1917 por motivos desconocidos y desde entonces se perdió su paradero. |      |
| Ramon Batlle         | Enric Clarasó      | 1918  |                 |             | Siguiendo con la costumbre de colocar bustos de catalanes ilustres en 1918 se dedicó uno al industrial Ramon Batlle Ribas (1837-1906), por iniciativa del también industrial Rafael Llongueras. Se aprovechó un busto del personaje elaborado por Clarasó en 1903, que fue instalado en el parque en un acto presidido por el alcalde Emiliano Iglesias. Tras la Guerra Civil el busto desapareció en circunstancias desconocidas y solo se conserva el pedestal, guardado en un almacén municipal. |      |